# Броніслав Хромий

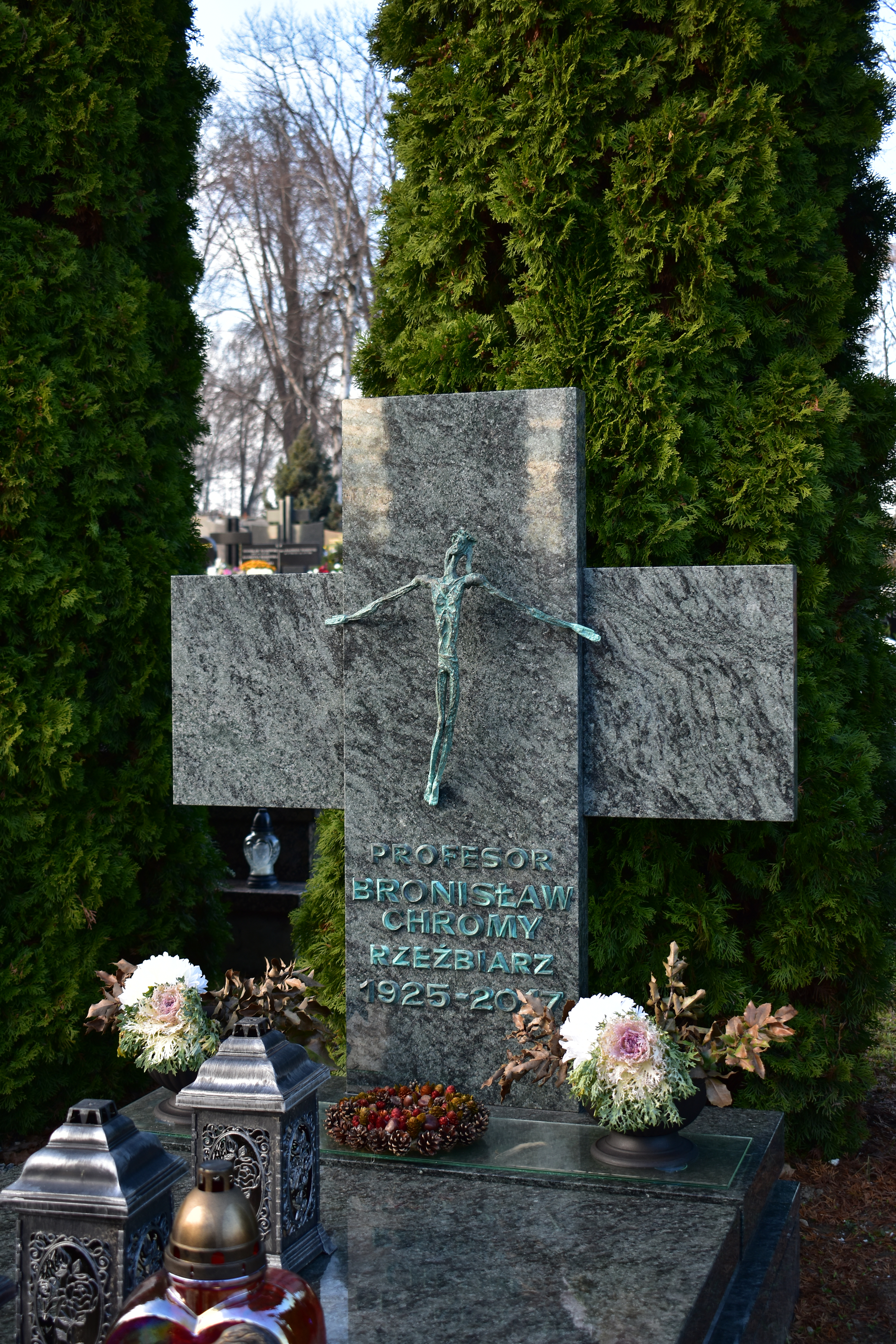
Могила Броніслава Хромого на Сальваторському цвинтарі

Броніслав Хромий (3 червня 1925, Леньче — 4 жовтня 2017, Краків) — польський скульптор, художник, професор Академії образотворчих мистецтв у Кракові .

## Біографія
Народився в селі Ленче поблизу Ланцкорони, як син Анджея та Марії, уродженої Сікори, у малозабезпеченій багатодітній родині, яка насилу могла задовольнити свої потреби. Смерть батька змусила його важко працювати на сімейному господарстві та серйозно загальмувала розвиток його вроджених художніх здібностей.
Після Другої світової війни завдяки своєму старшому братові Яну він влаштувався в ливарню художнього металу Францішека Тіслера на вул. Римарській в Кракові. Тут його роботи помітив популярний на той час скульптор Кароль Гукан, який заохотив і наказав йому розпочати навчання в Академії образотворчих мистецтв у Кракові після закінчення Вищої школи образотворчих мистецтв у Кракові. Був учнем Ксаверія Дуніковського. Кілька разів арештований, кілька разів був ув'язнений у в'язниці Монтелюпі у Кракові. Він став викладачем Академії образотворчого мистецтва, працював протягом 17 років у її філії в Катовіце, а з середини 1970-х років у самому Кракові в скульптурній майстерні на відділі графіки цього університету.
У 1983—1990 роках був членом Національної ради з питань культури. У 1986—1989 роках був членом Національного Грюнвальдського комітету, а в 1988—1990 роках — Ради охорони місць боротьби та мучеництва . З 1994 року був дійсним членом Польської академії мистецтв і наук .
Брав участь у вітчизняних та закордонних виставках; індивідуальних виставках, в тому числі у Кракові (1961, 1962, 1964, 1965, 1967, 1969, 1972, 1974), Варшаві (1968, 1978), Закопаному (1969, 1973), Торуні, Білостоці, Катовіце та Ломжі .
Позамистецьким захопленням Броніслава Хромего вже на першому році навчання стали вітрильний спорт і Мазури. Свою першу водійську ліцензію (посвідчення моряка) він отримав у студентському центрі вітрильного спорту в Гіжицько, на озері Негоцін .
За підбурюванням свого швагра (лісничого Пєклського лісництва) купив у Вєловцях напівзруйнований будинок, який він перебудував за власним проектом під свій «Будинок літньої творчості», де переважно малював. Роботи, створені під час цього літнього пленеру, були представлені тоді в його авторській галереї в Кракові .
Іншим захопленням Броніслава Хромего була поетична творчість, кульмінацією якої стали видані томи, в т.ч том під назвою «Слово різьблене».
Похований на Сальваторському кладовищі .

## Скульптурні роботи
- «Сови», Планти в Кракові (1961)
- Дерев'яна фігура св. Йосифа в костелі Редемптористів в Торуні (1962)[13]
- Хрест в церкві св. Святий Духа у Щецинеку (1966)
- Скульптура Вавельського дракона біля Лігва дракона (1970)
- Фонтан «Грайків» на площі Вольниці в Кракові (1974)
- Монумент братерства польських і радянських партизанів на Porytowe Wzgórze в Лісі Яновських (1974)
- Пам'ятник Никифору Криницькому (1975)
- Пам'ятник 50-річчю першої гміни Челядзь (1977)
- «Розп'яття. З життя в життя», фігура Христа в церкві «Ковчег Господній» у Новій Гуті (1977).
- Пам'ятник польському солдату в Катовіце (1978)
- Пам'ятник Івану Павлу ІІ у Тарнові (1981)
- Двері церкви св. вул. Максиміліана Кольбе в Тарнові
- П'єта в костелі в Новий Сонч-Завада (1981)
- Бронзові двері в костелі в Ненадовці поблизу Жешува, присвячені вбитим у концтаборах (1980)
- Пам'ятник радянсько-польському братерству по зброї в Рязані (1983)
- Нарцис Вітер «Zawojny», Планти в Кракові
- Хресна дорога та металоконструкції вівтаря з фігурою Христа в костелі Пресвятого Серця Ісуса в Бельську-Бялій (1984)
- Пам'ятник на честь польського війська з нагоди 40-ї річниці закінчення Другої світової війни в Криниці-Здруй ; напис на пам'ятнику: «Захисникам — переможцям» (1985 р.)
- Пам'ятник воїнам Армії Крайової у Кракові (1992)
- Статуетка «Оскар серця» / «Серце для серця» вручається найщедрішим спонсорам Фонду розвитку кардіохірургії ім. проф. Збігнєва Реліга (1992)
- Пам'ятник Івану Павлу ІІ у Зеленках (1998)
- Пам'ятник «Півніца під Баранамі» в парку Деція в Кракові (2000)
- Пам'ятник собаці Джоку в Кракові (2001)
- Пам'ятник Іоанну Павлу ІІ у Леньчах (2002)
- Пам'ятник Фридерику Шопену в Краківському музеї солеварні (2010)
- Пам'ятник Фридерику Шопену на вул. Олавській у Вроцлаві (2010)

## Публікації
- Б. Х., Викарбувані в словах [книга віршів], Краків.
- Б. Х., Камінь і сон [автобіографія], Краків 2005.

## Нагороди та відзнаки
- Премія міста Кракова (1972)[14]
- Гран-прі за медаль на честь Данте в Равенні (1973)
- Прем'єр-міністр І ступеня (1979)
- Лицарський хрест Ордена Відродження Польщі
- Офіцерський хрест ордена Відродження Польщі
- Командорський хрест із зіркою Ордена Відродження Польщі (16 квітня 1999 р., на знак визнання видатного внеску в польську культуру, за досягнення в мистецькій діяльності)[15]
- Медаль 40-річчя Народної Польщі (1984)[16]
- Медаль Комісії народної освіти
- Золота медаль «За заслуги перед культурою Gloria Artis»[17]

## Галерея робіт

### Скульптури

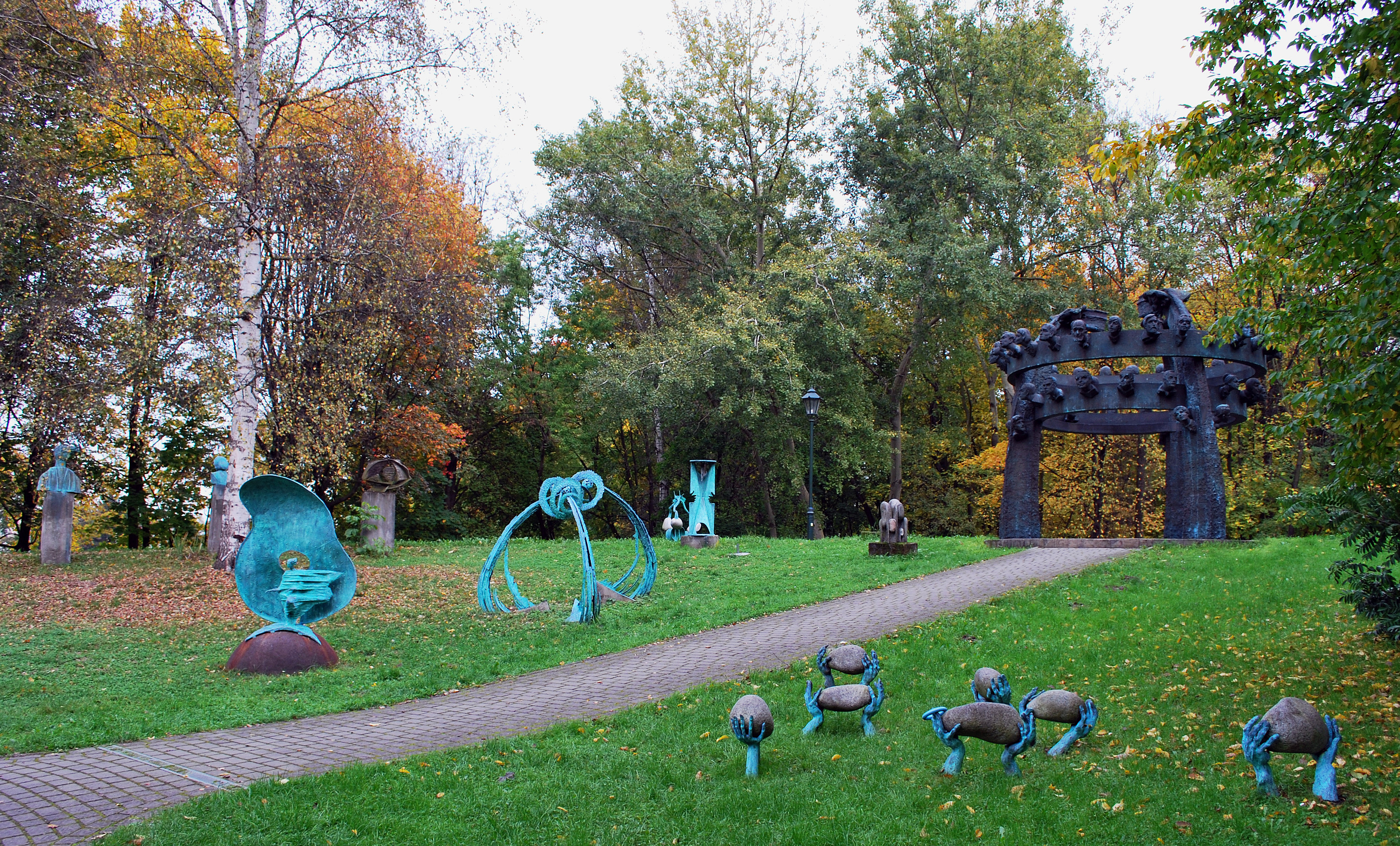
Галерея скульптури Броніслава Хромего
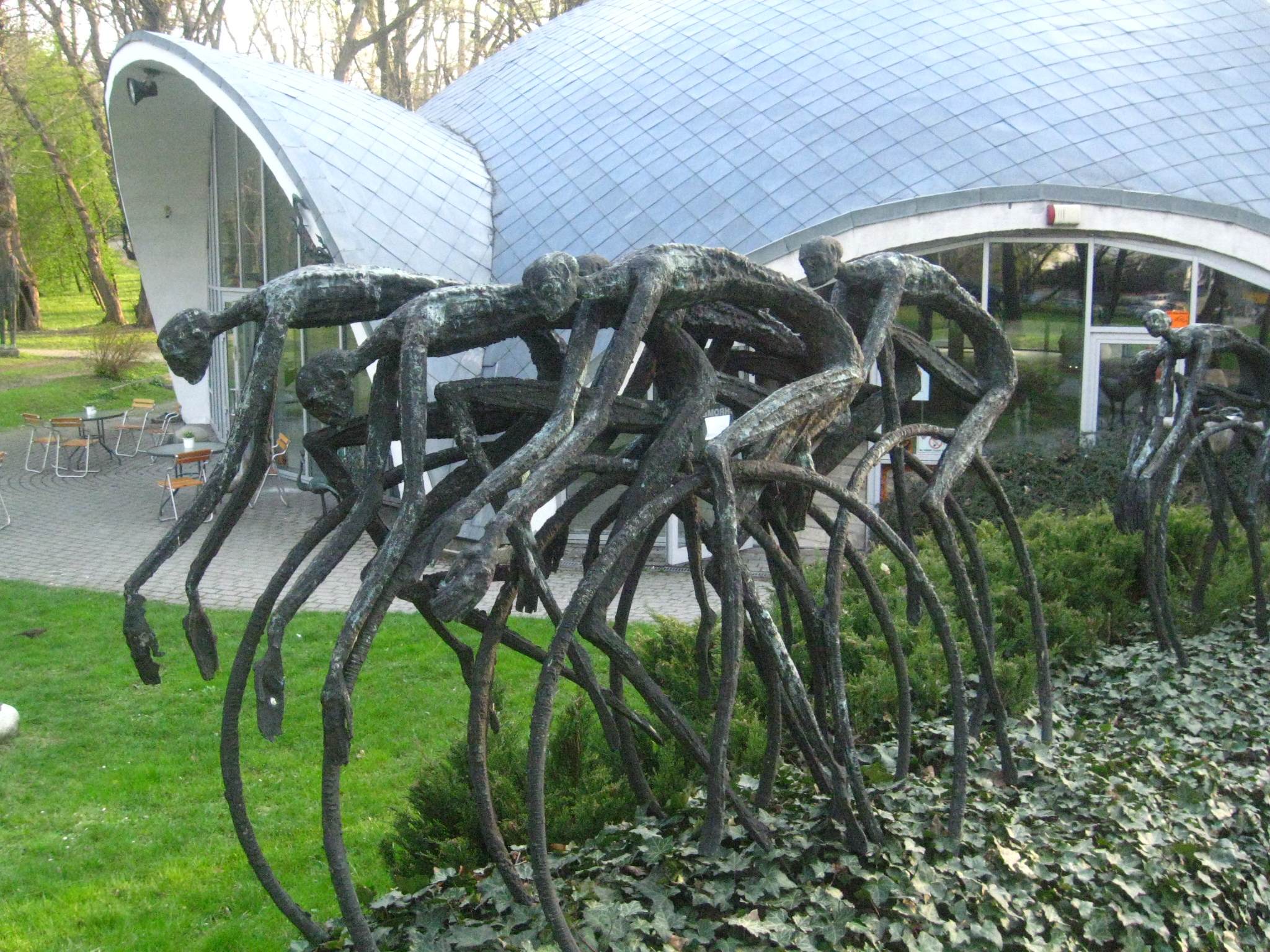
Скульптура Б. Хромего "Велосипедисти", на задньому плані картинна галерея Б. Хромего «Ракушка»
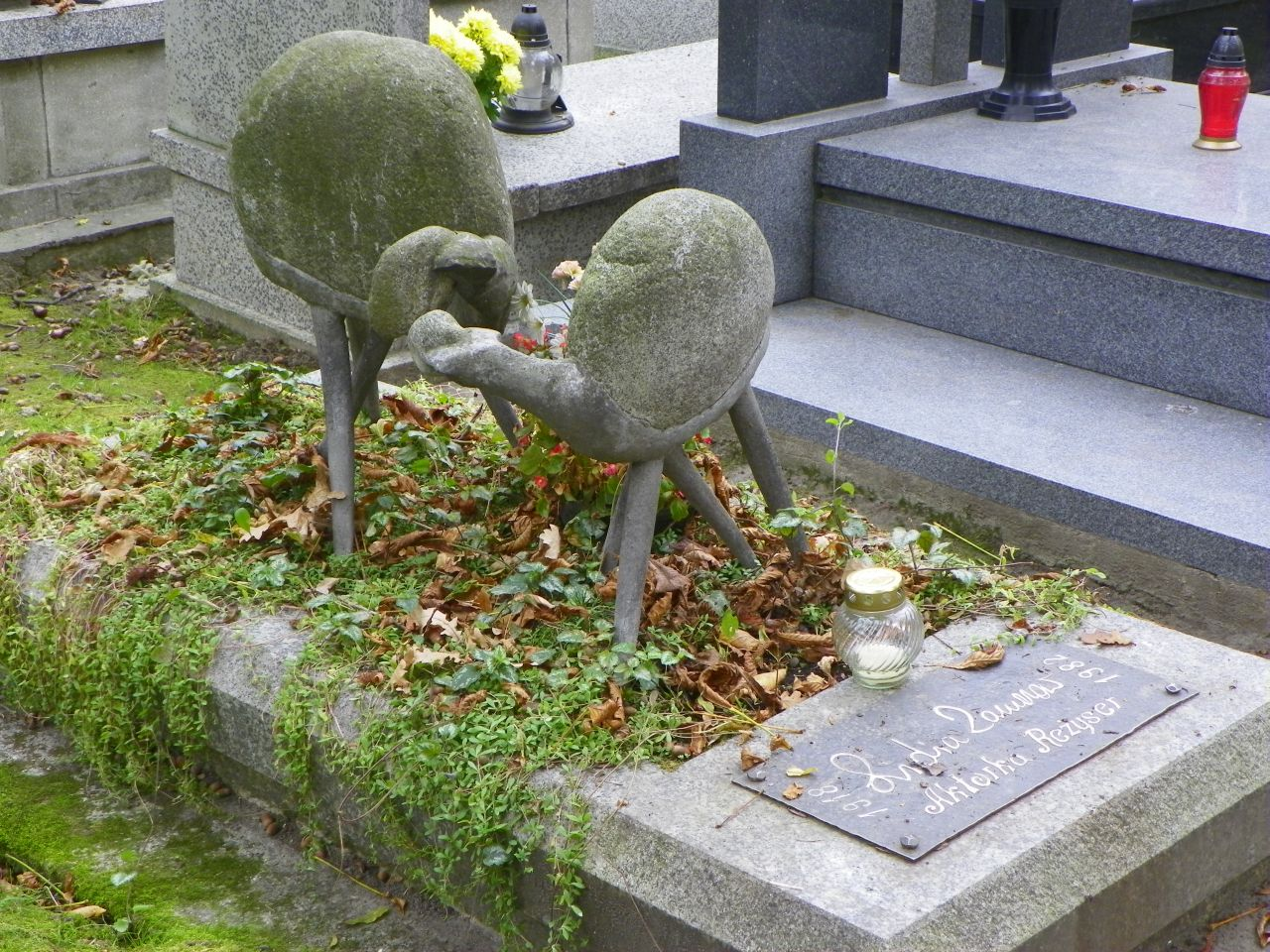
Надгробок Лідії Замкової на Раковіцькому цвинтарі в Кракові авторства Б. Хромего.
Скульптура Б. Хромего «Сова», Планти, Краків (1961)
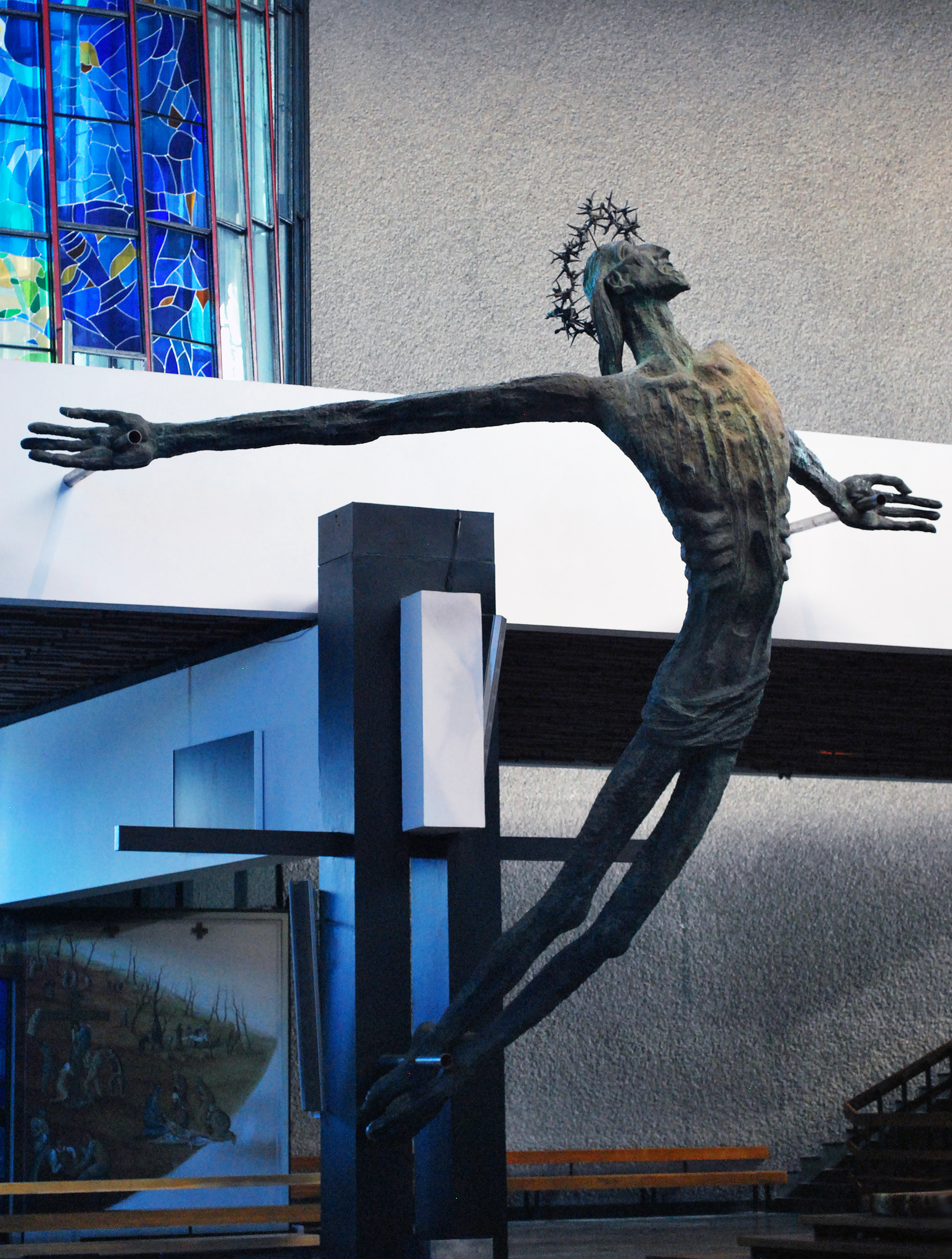
«Розп'яття. З життя в життя” Церква Арка Пана в Новій Гуті (1977)
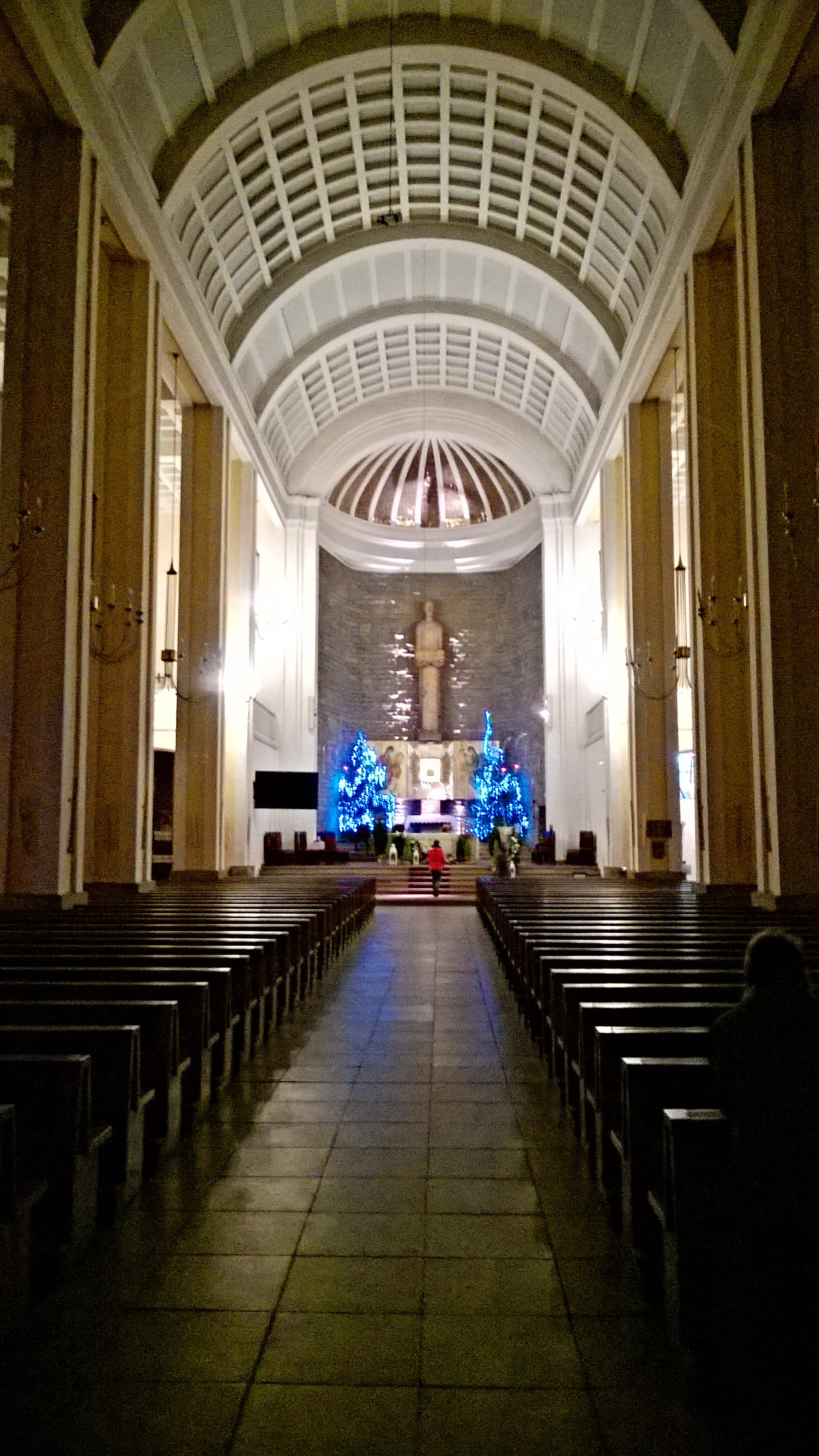
Скульптура св. Йосипа авторства Б. Хромего, яка знаходиться в пресвітерії костелу св. Йосипа в Торуні
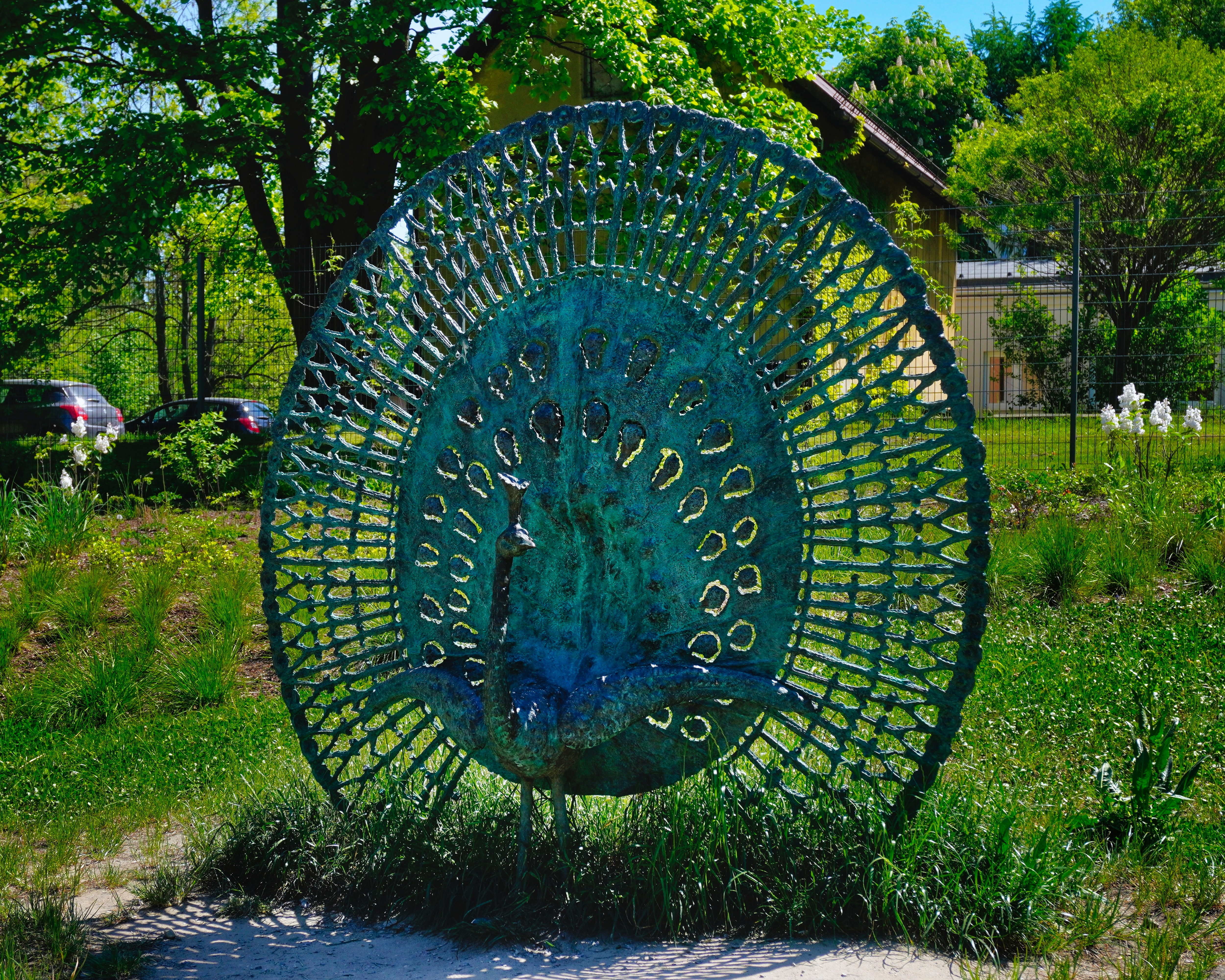
Скульптура Б. Хромі «Павич» Краків

Wystawa czasowa „Smoczy ogród – Bronisław Chromy na Wawelu” (30.04 – 30.09.2022)
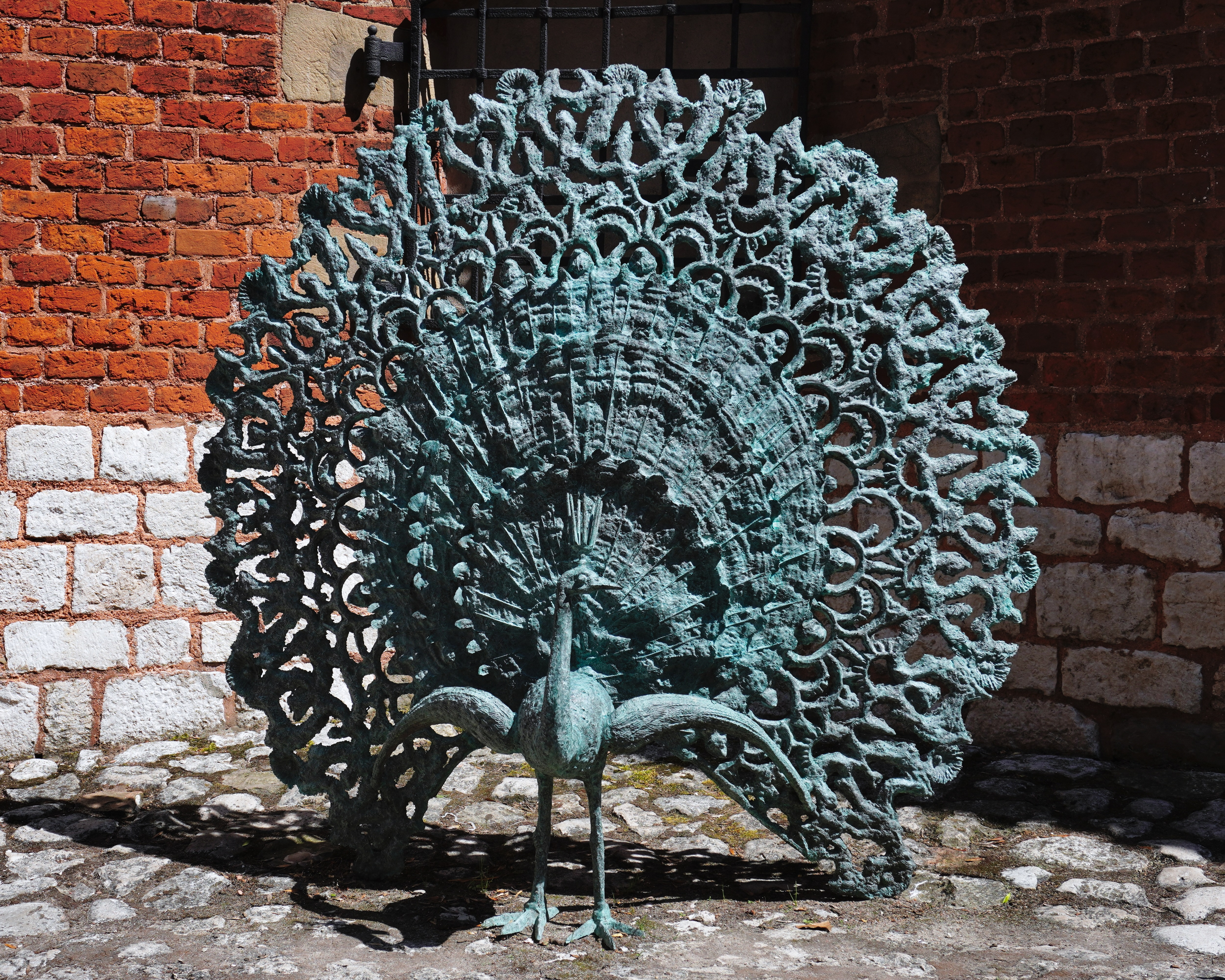
„Павич” (бронза, 1990)
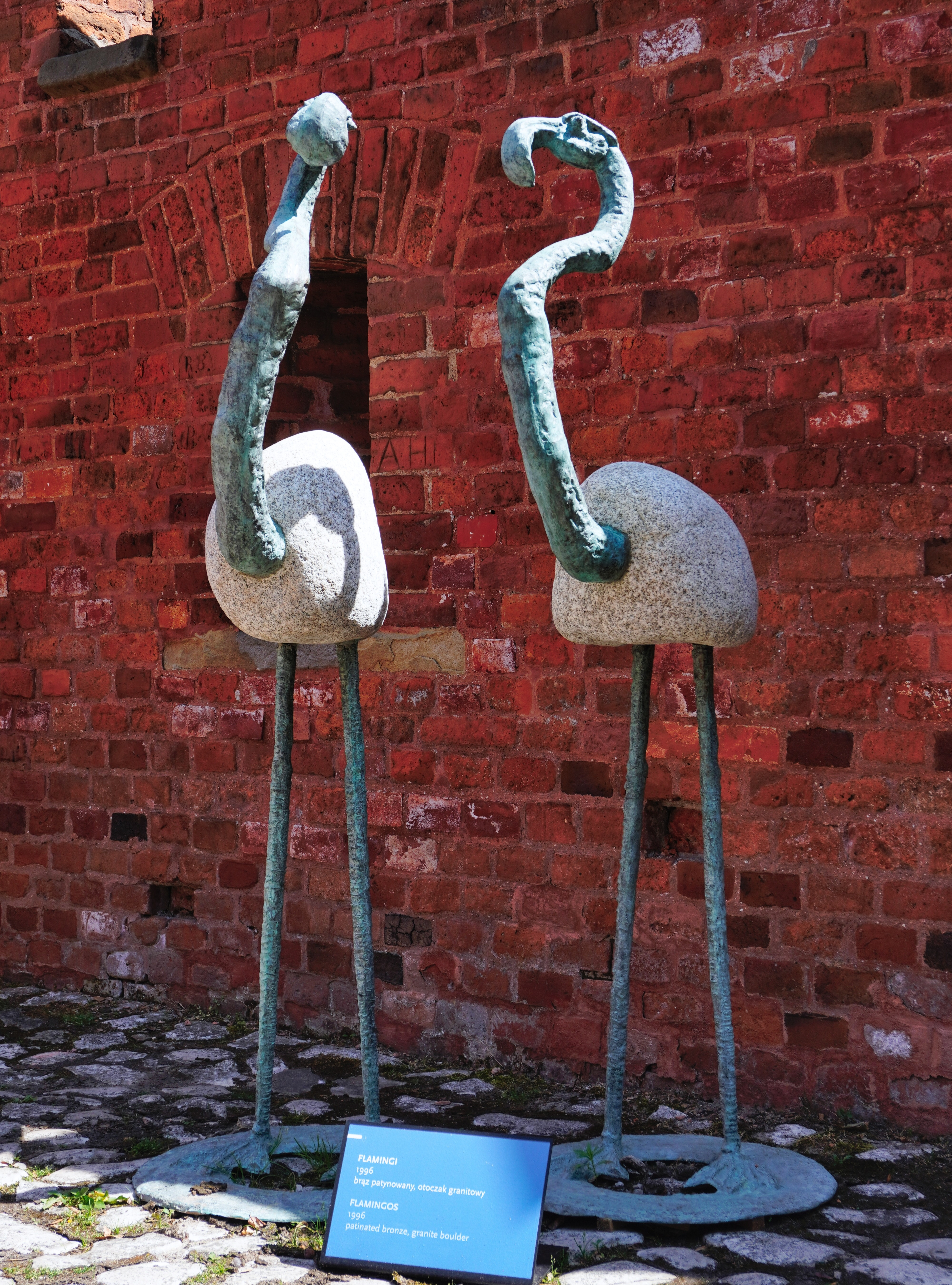
„Фламінго” (бронза, граніт, 1996)
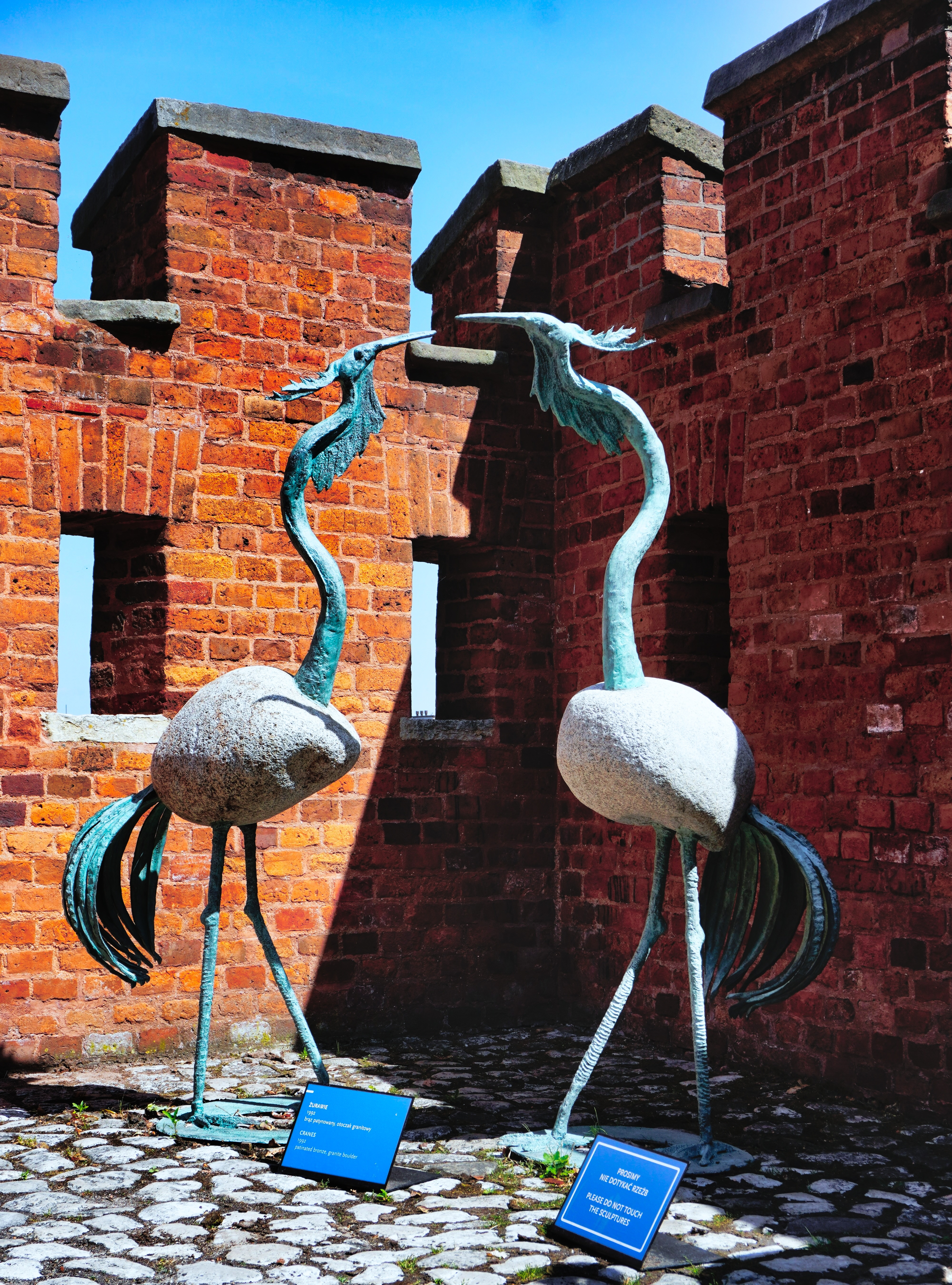
„Журавлі” (бронза, граніт, 1992)
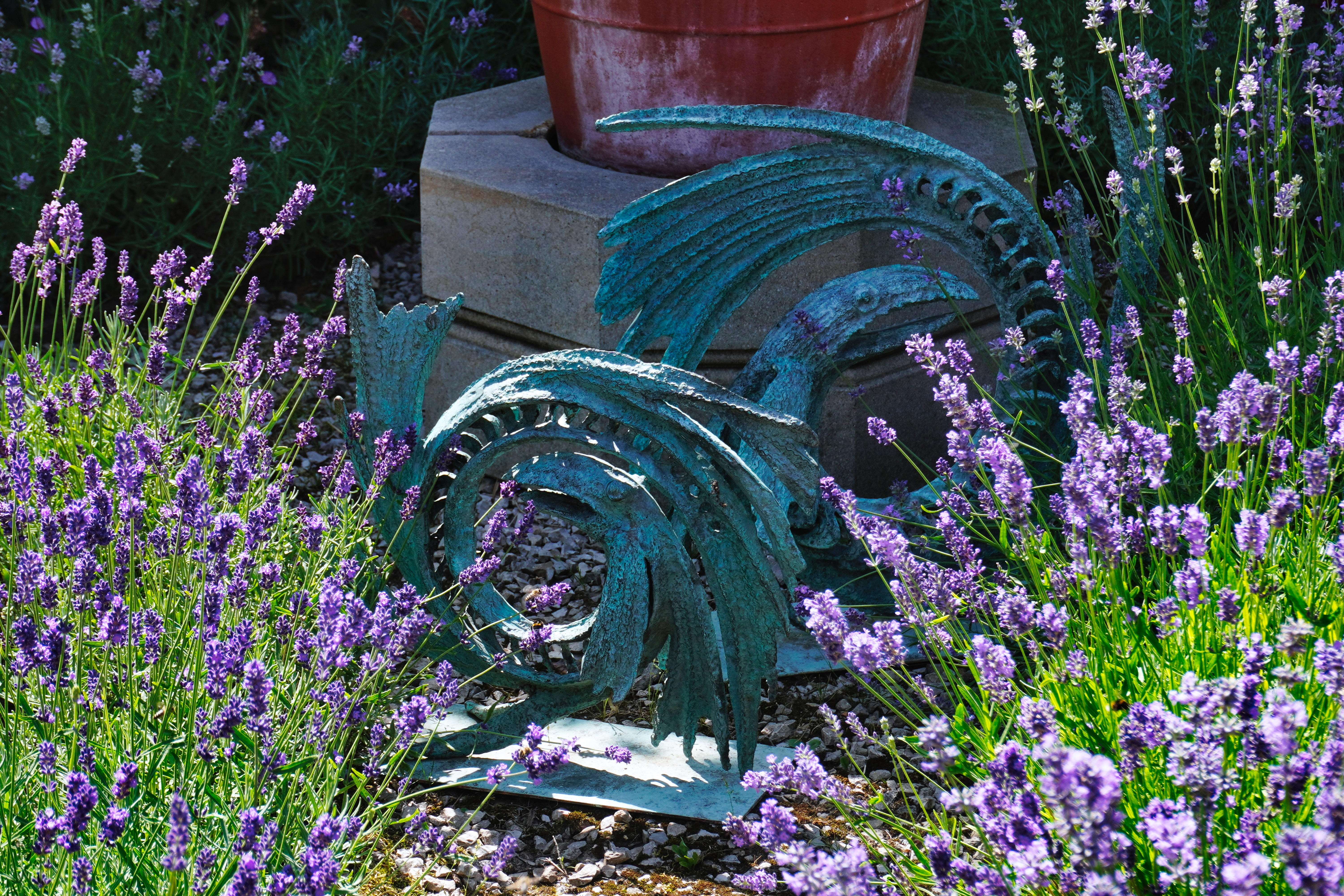
„Риба” (бронза, 2004)
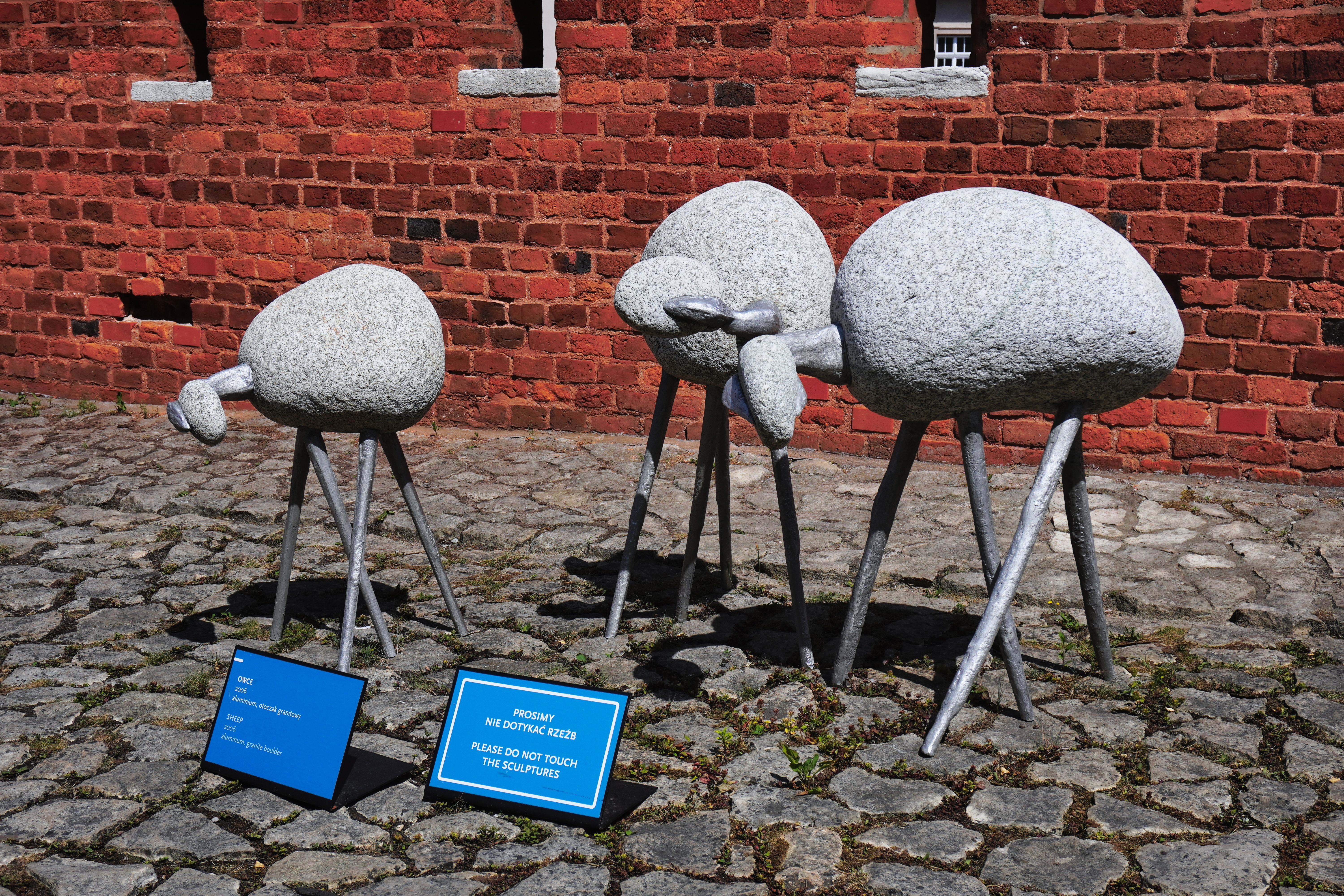
„Вівці” (алюміній, граніт, 2006)
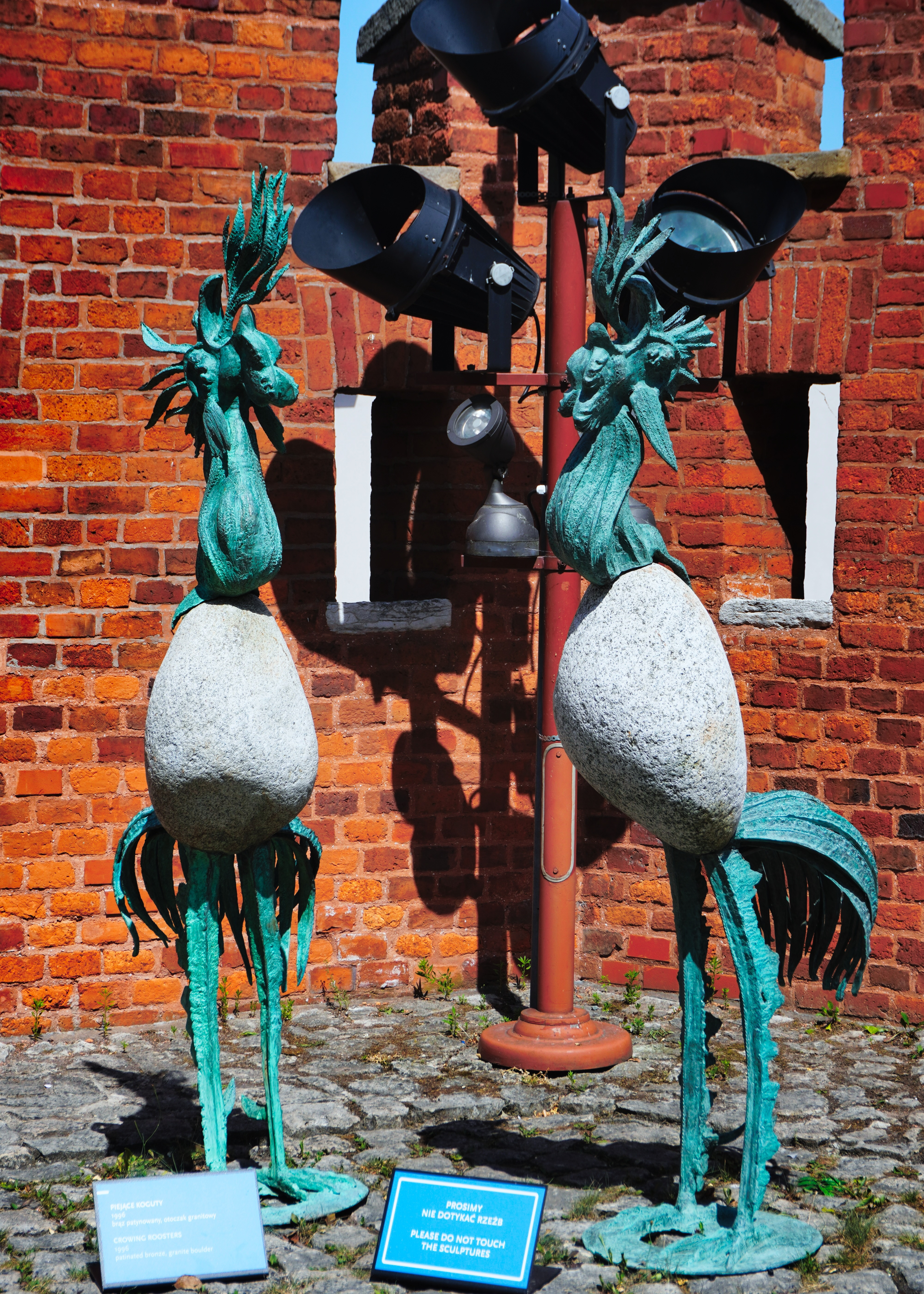
„Співають півні” (бронза, граніт, 1996)
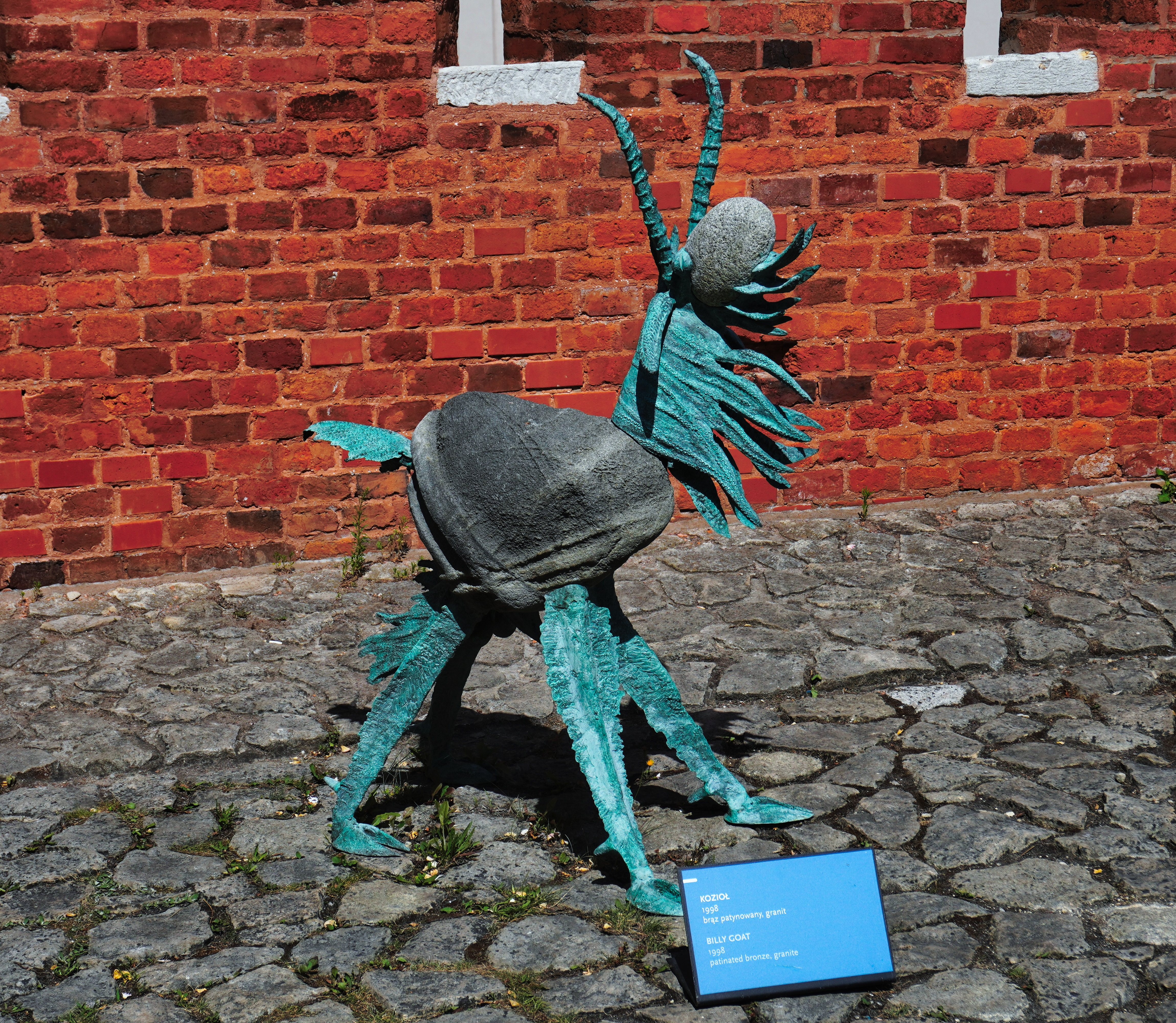
„Козел” (бронза, граніт, 1998)
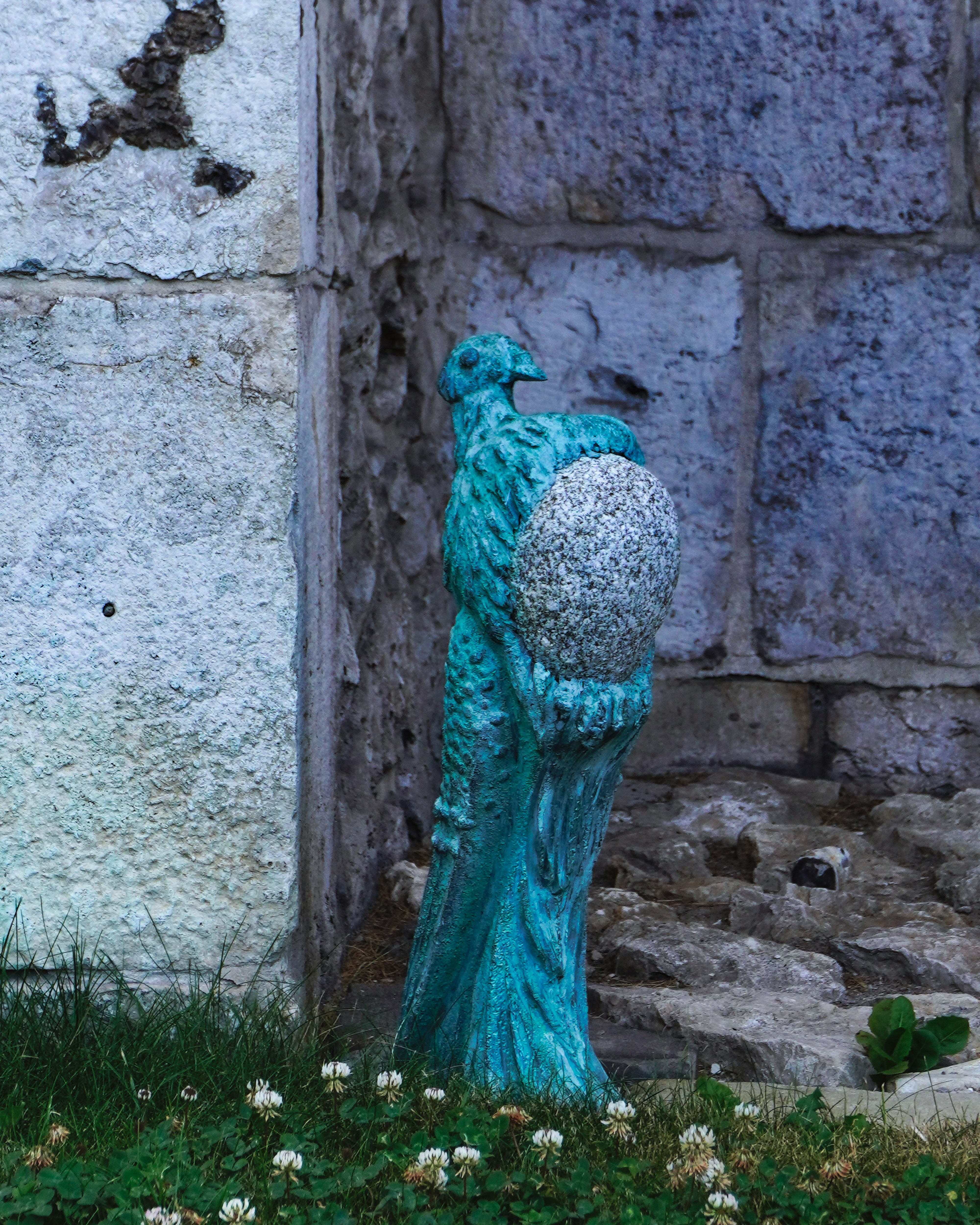
„Голуб” (бронза, граніт, 2010)
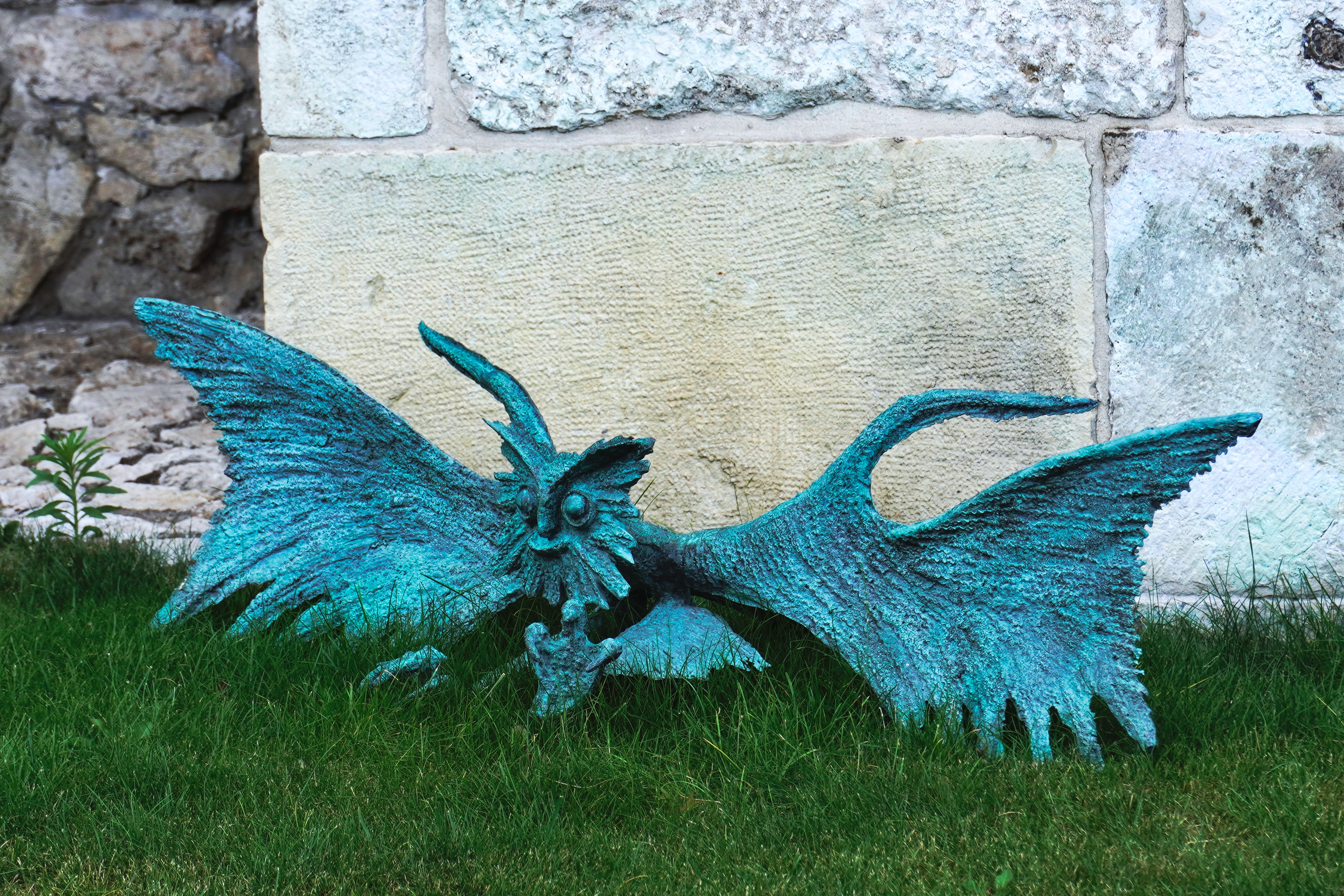
„Сова в польоті” (бронза, 1991)
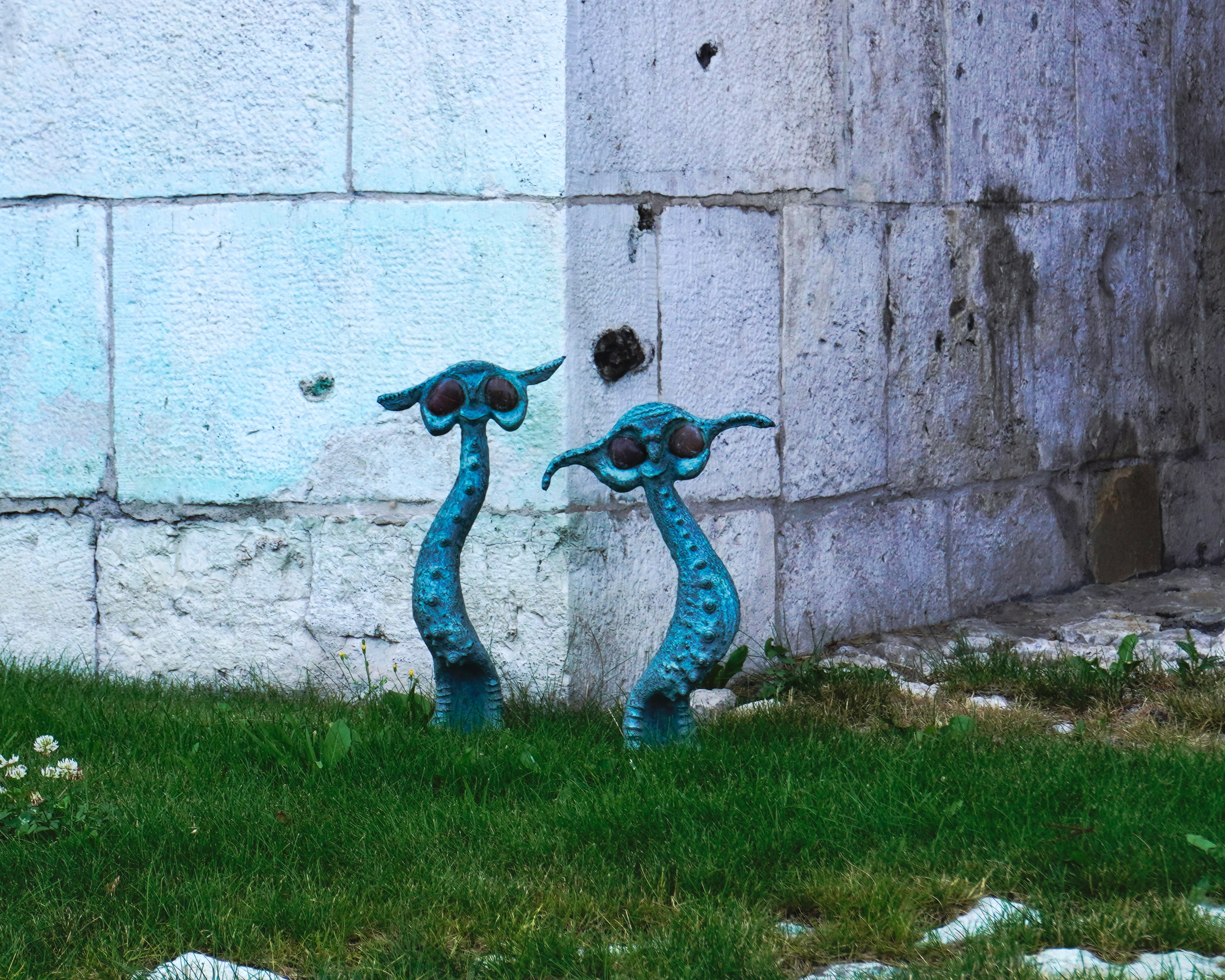
„Сови” (бронза, камінь, 1995)
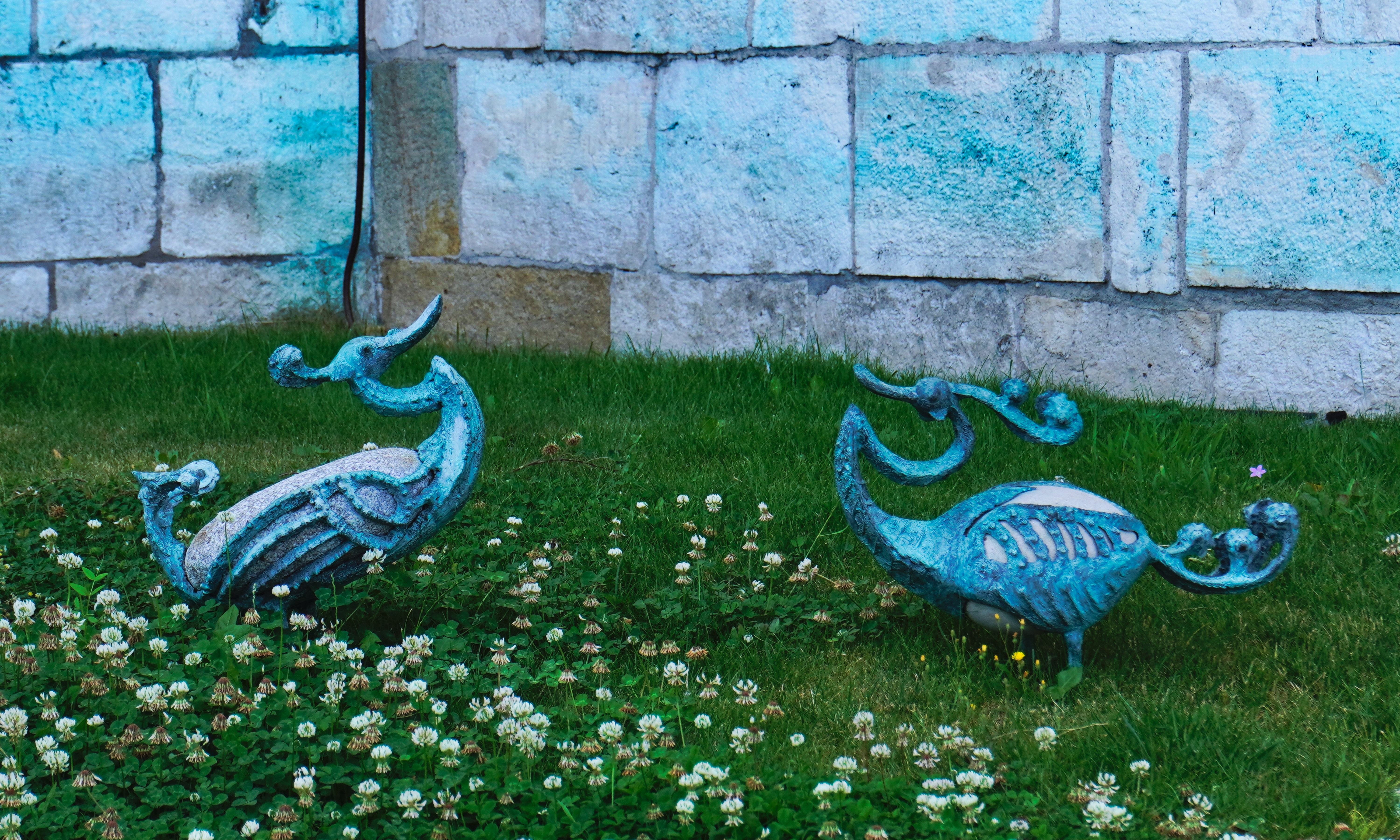
„Качки” (бронза, граніт, 2010)
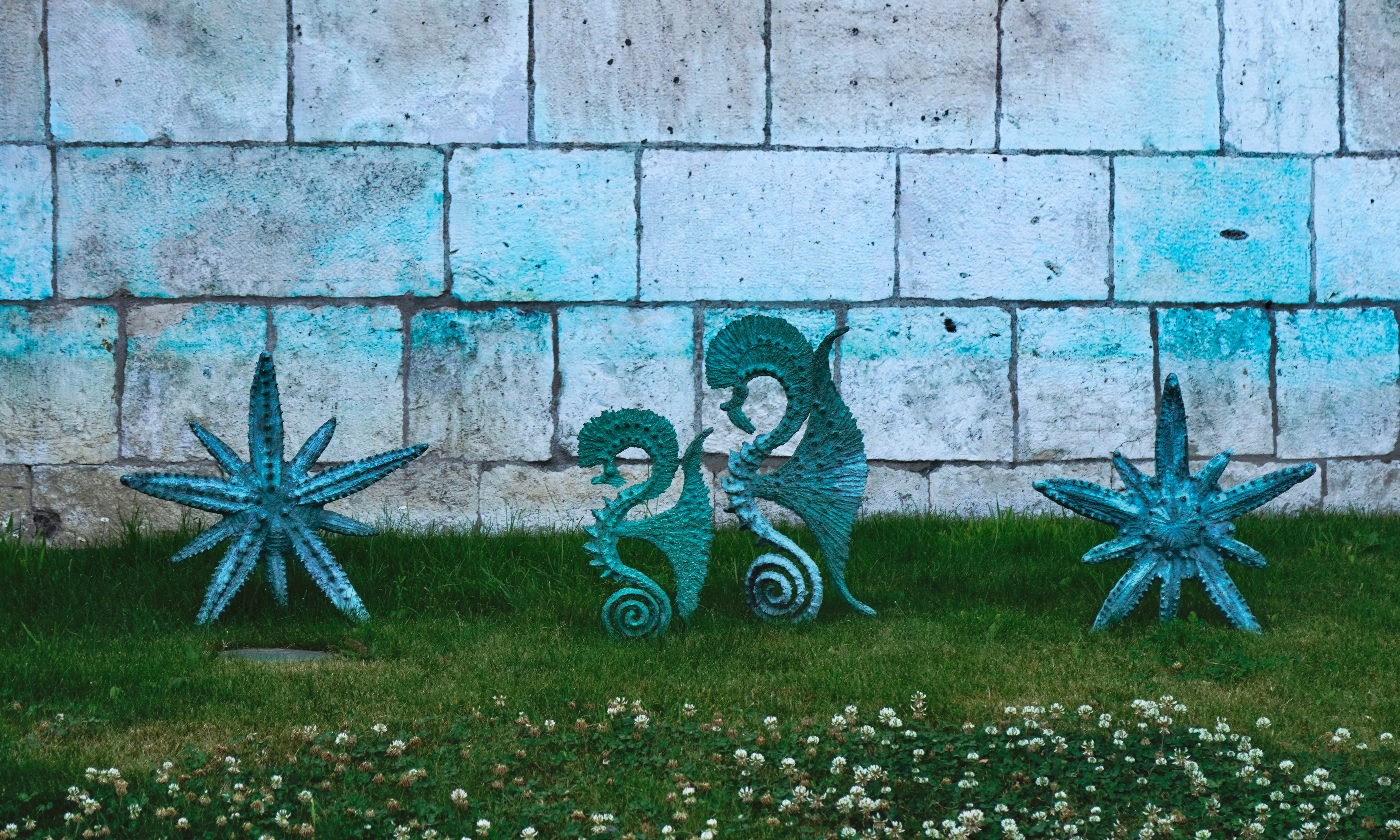
„Морська зірка і морські коники” (бронза, 2004)
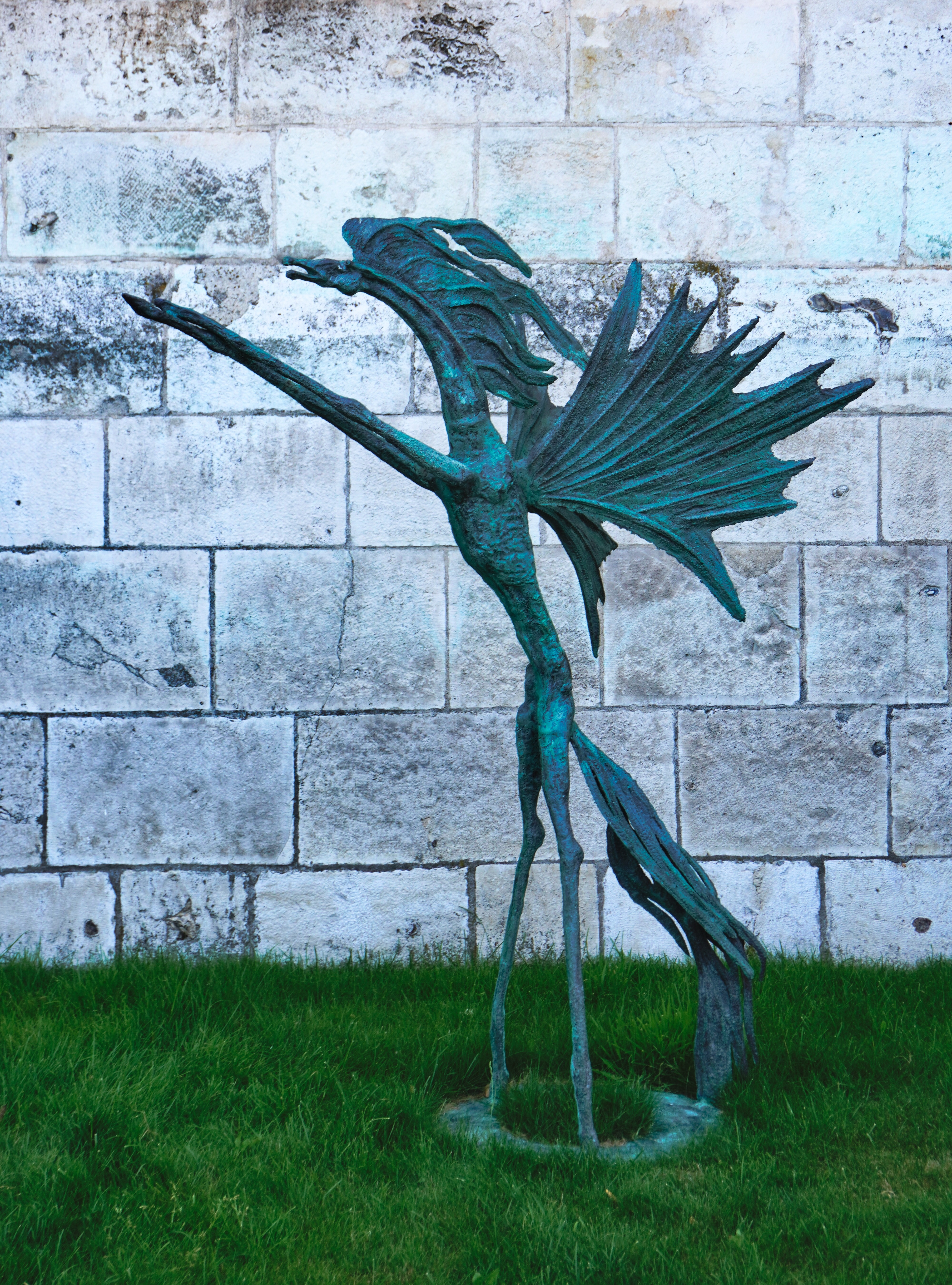
„Пегас” (бронза, 1998)
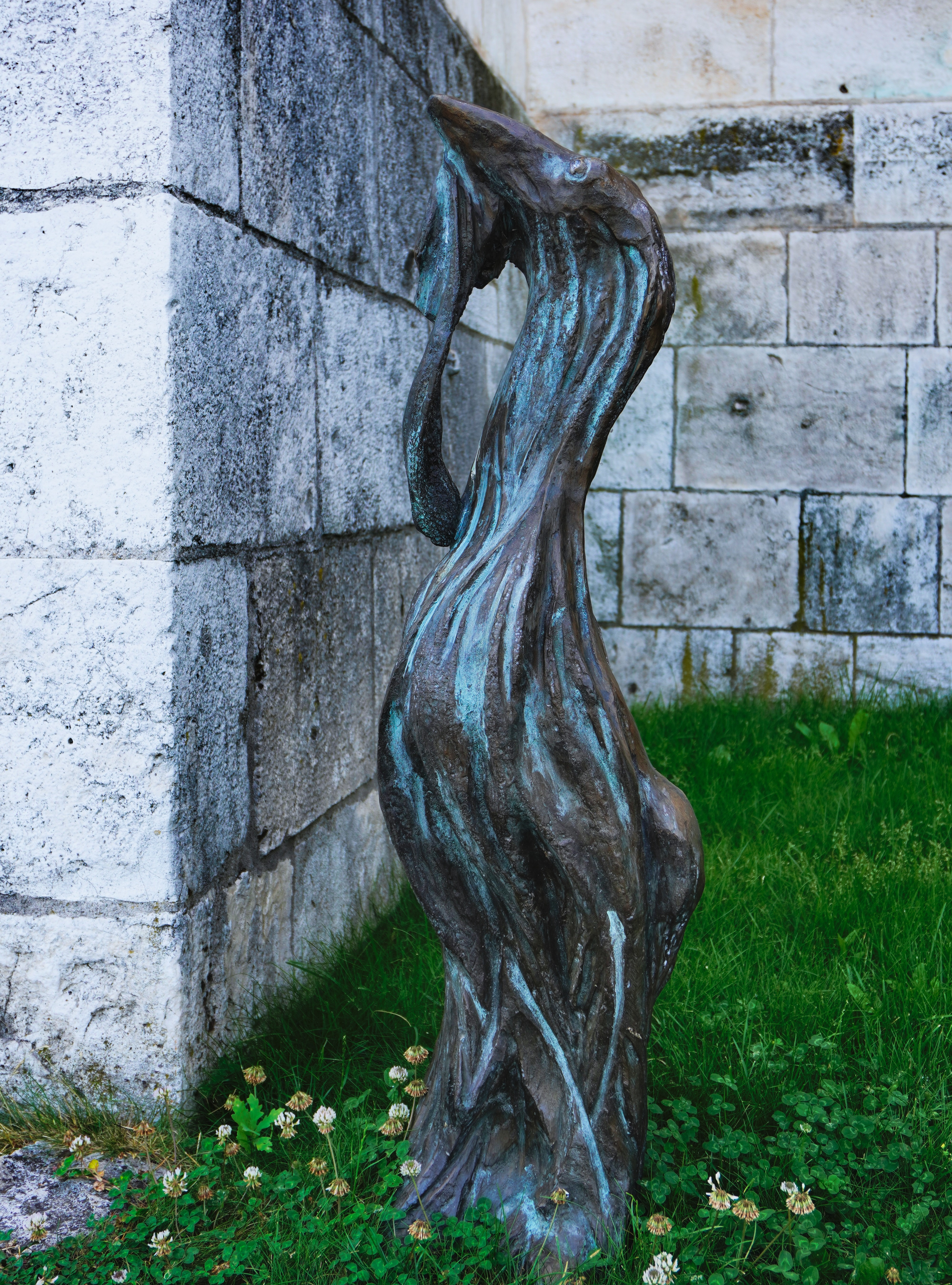
„Афганський хорт” (бронза, 2000)
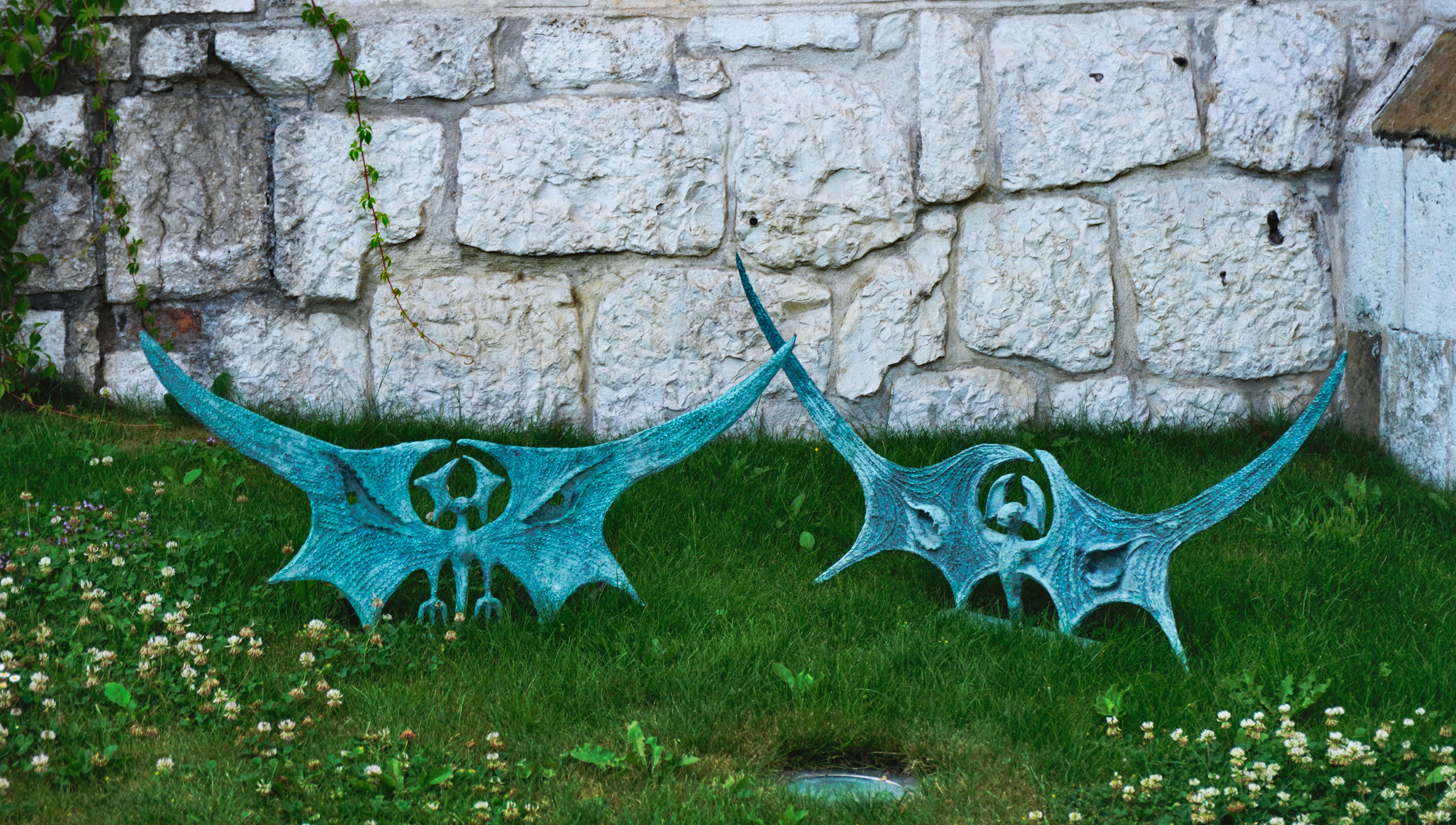
„Кажани” (бронза, 1991)
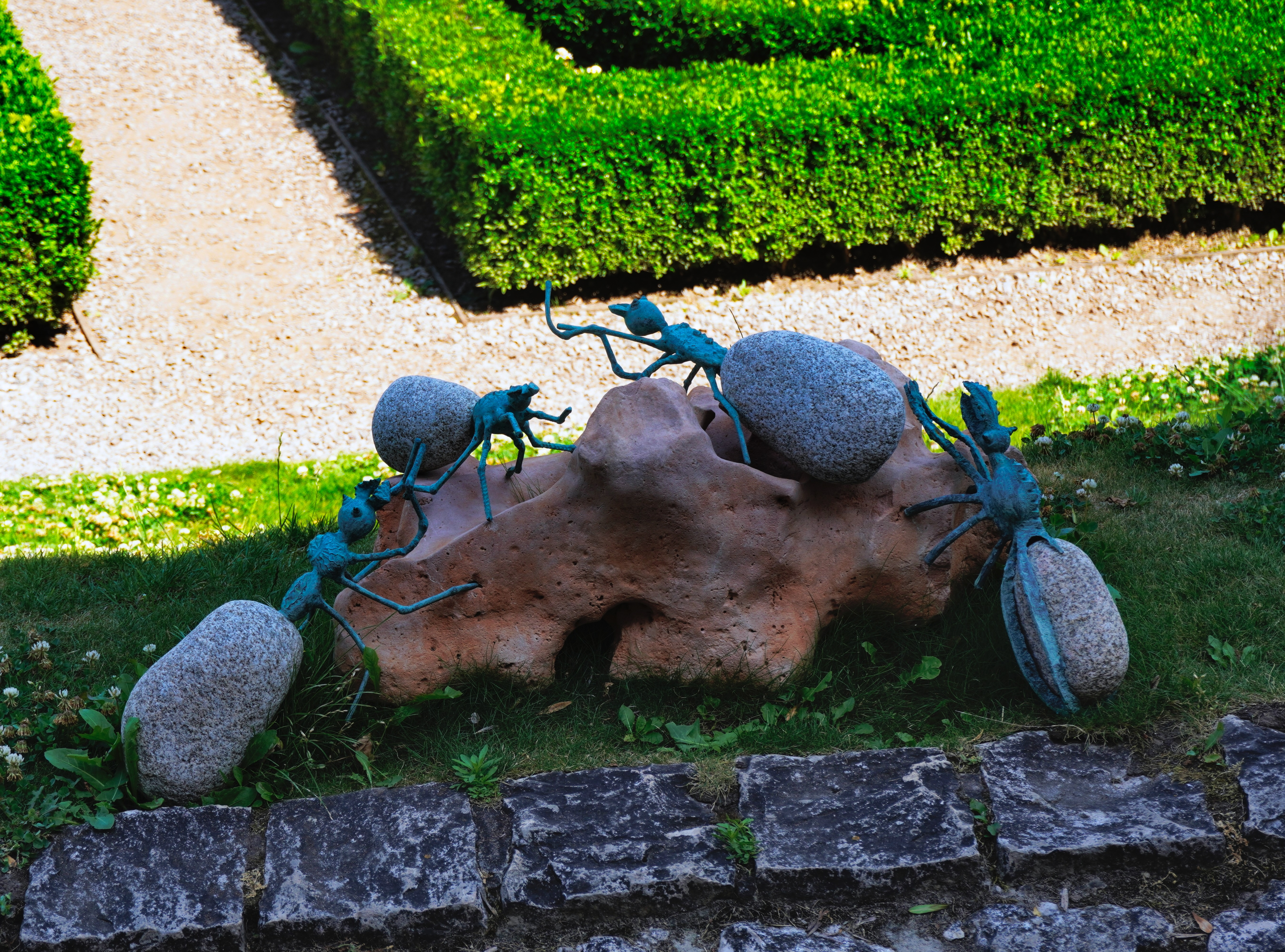
„Мурахи” (бронза, граніт, 2007)
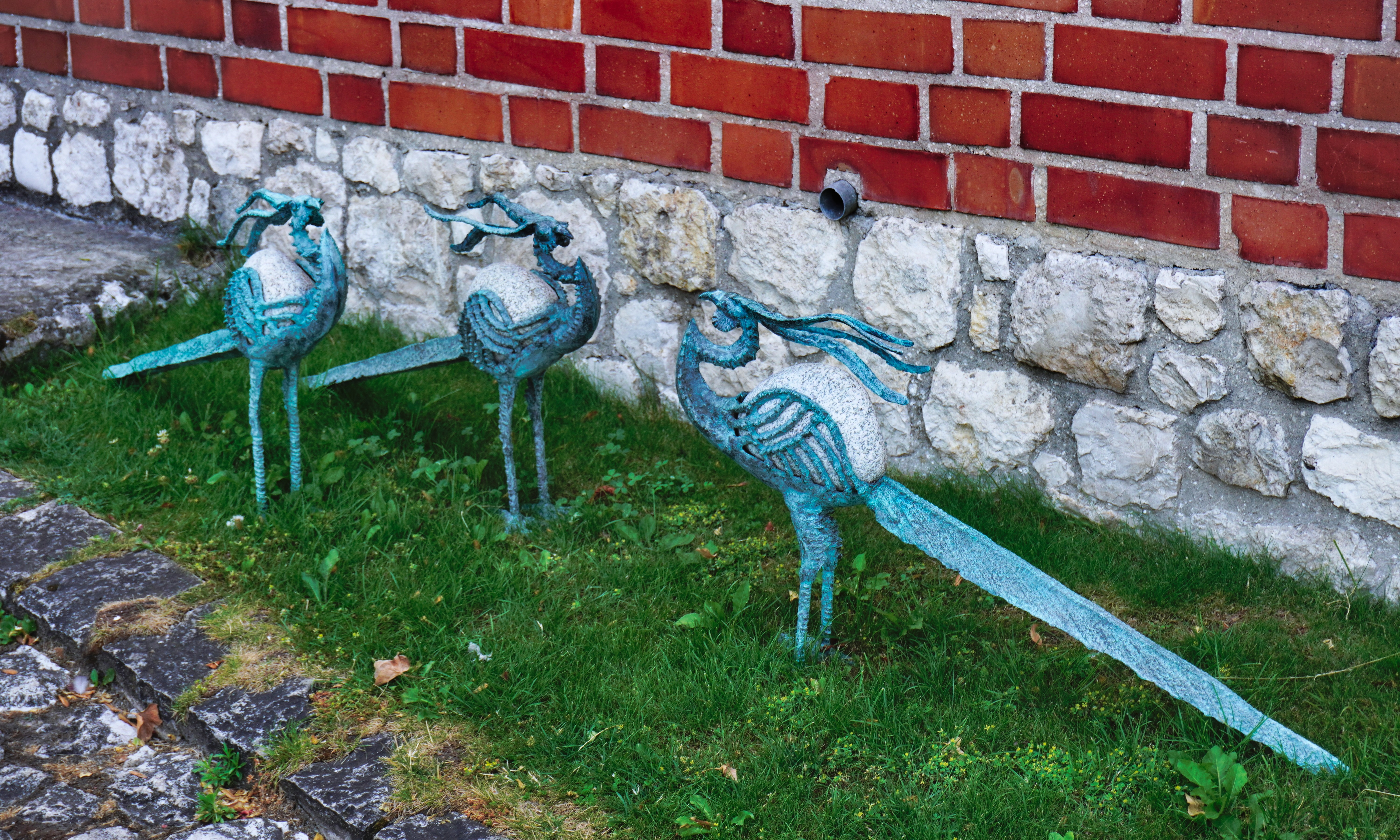
„Фазани” (бронза, граніт, 2004)
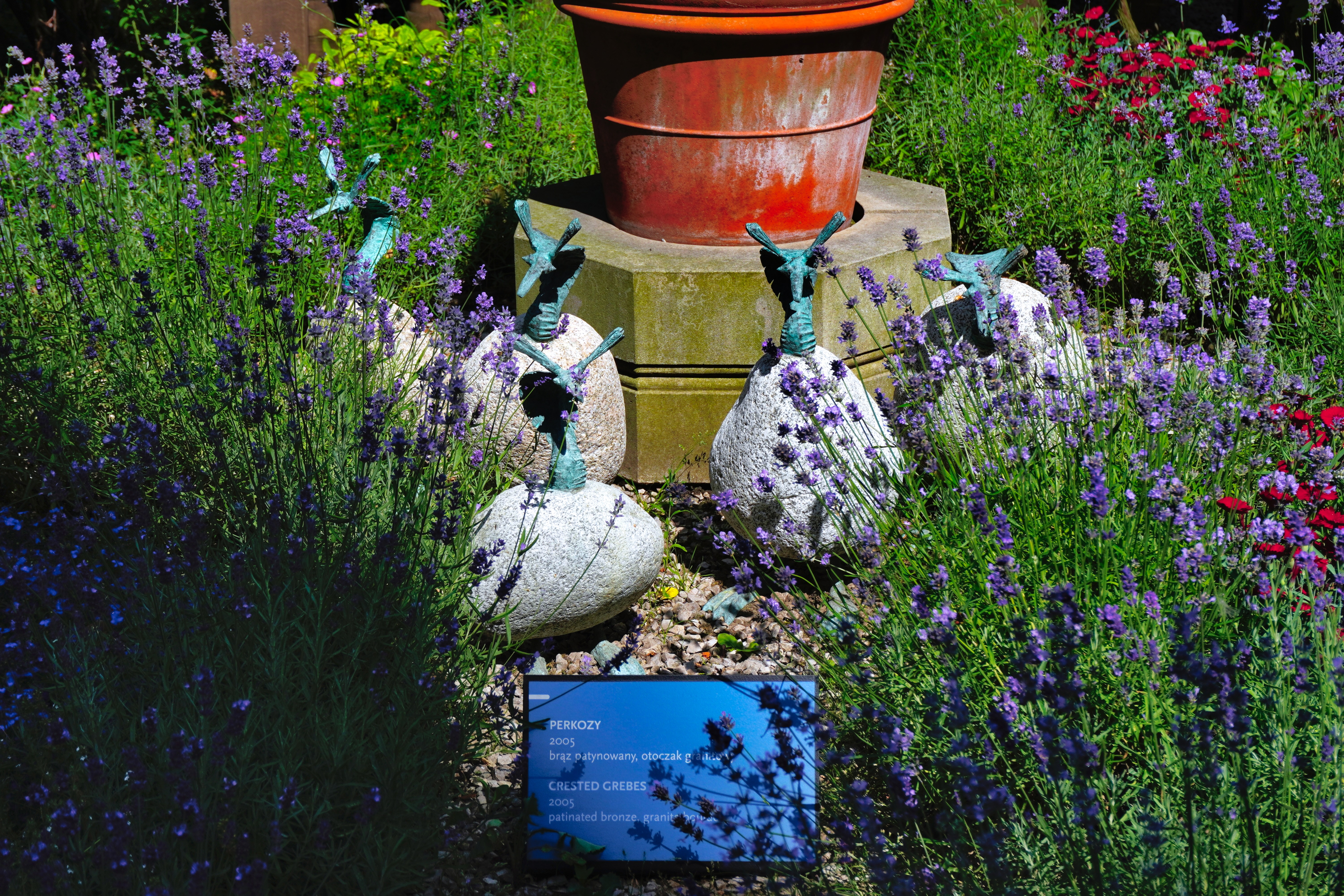
„Поганки” (бронза, граніт, 2005)
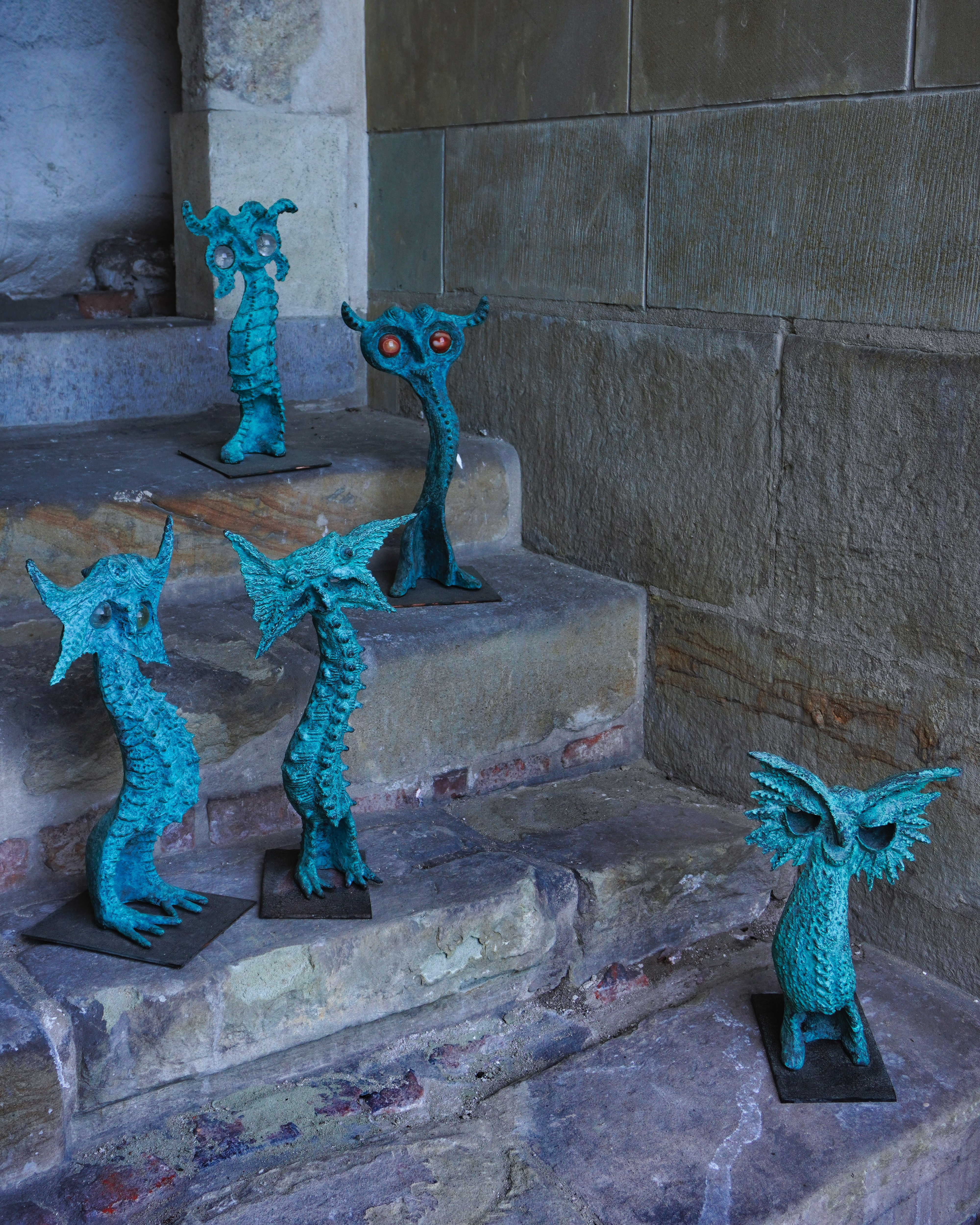
„Сови” (бронза, 2003)
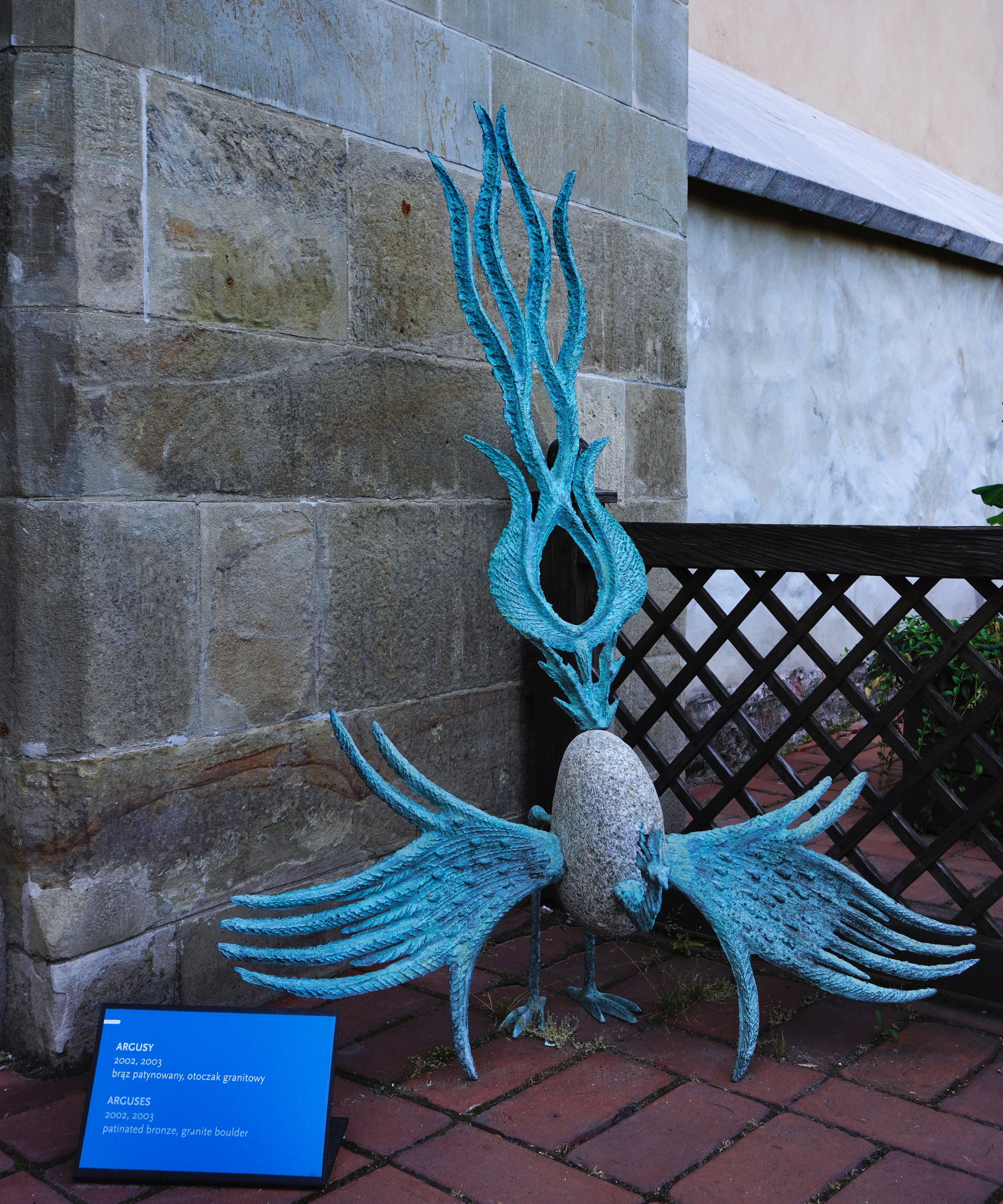
„Argusy” (brąz patynowany, otoczak granitowy, 2002, 2003)
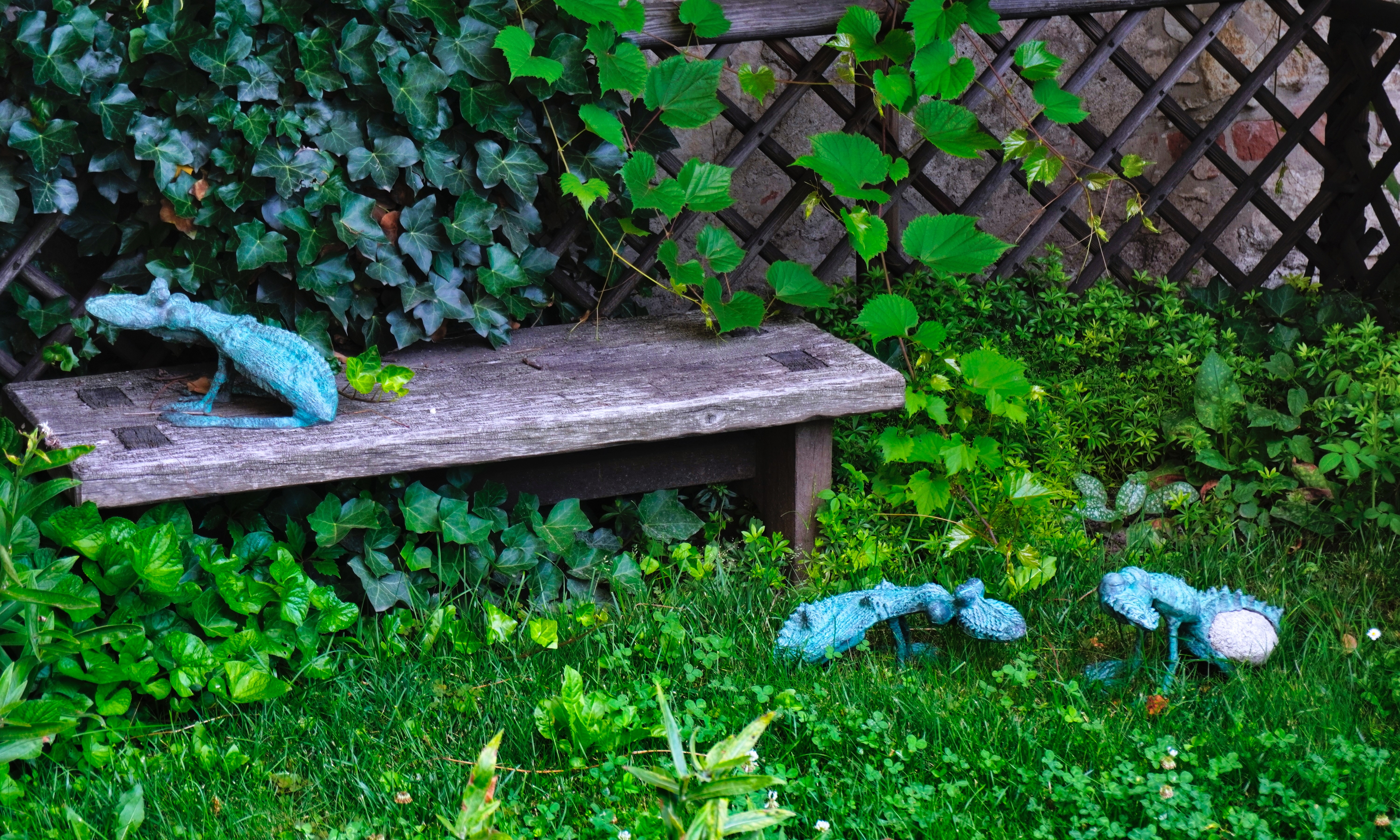
„Жаби” (бронза, граніт, 2004)
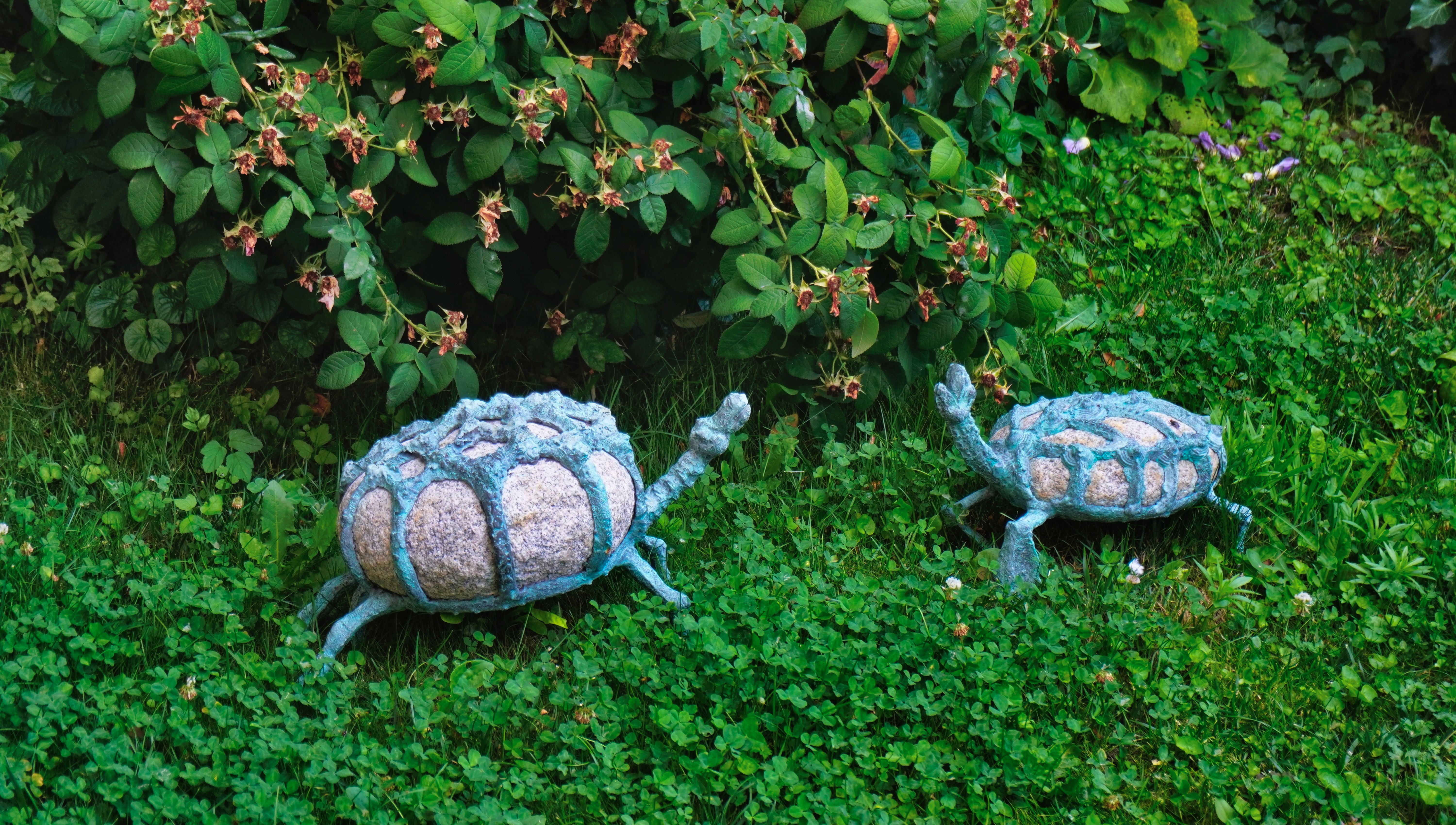
„Черепахи” (бронза, граніт, 2005)

### Пам'ятники

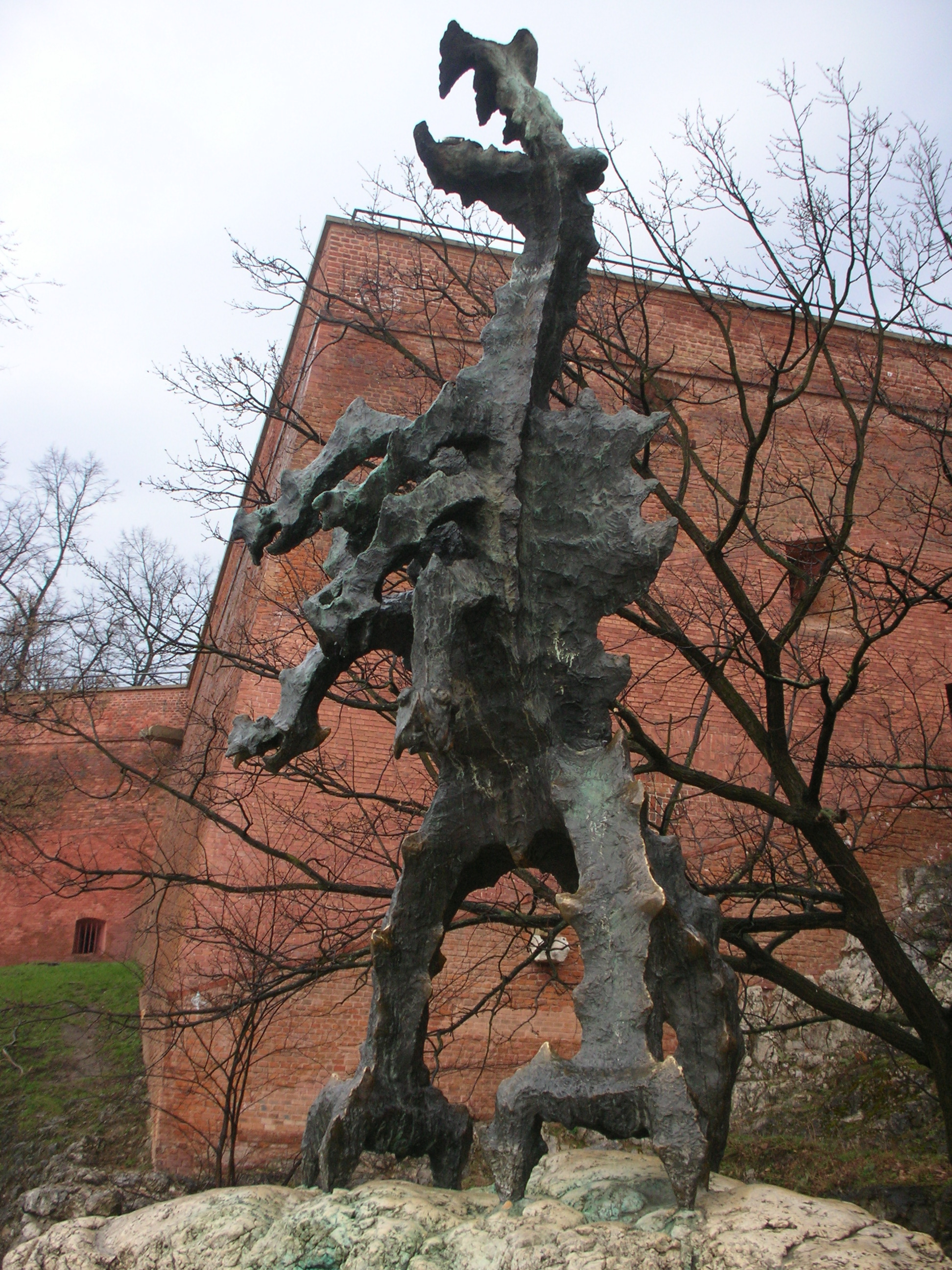
Скульптура Вавельського дракона
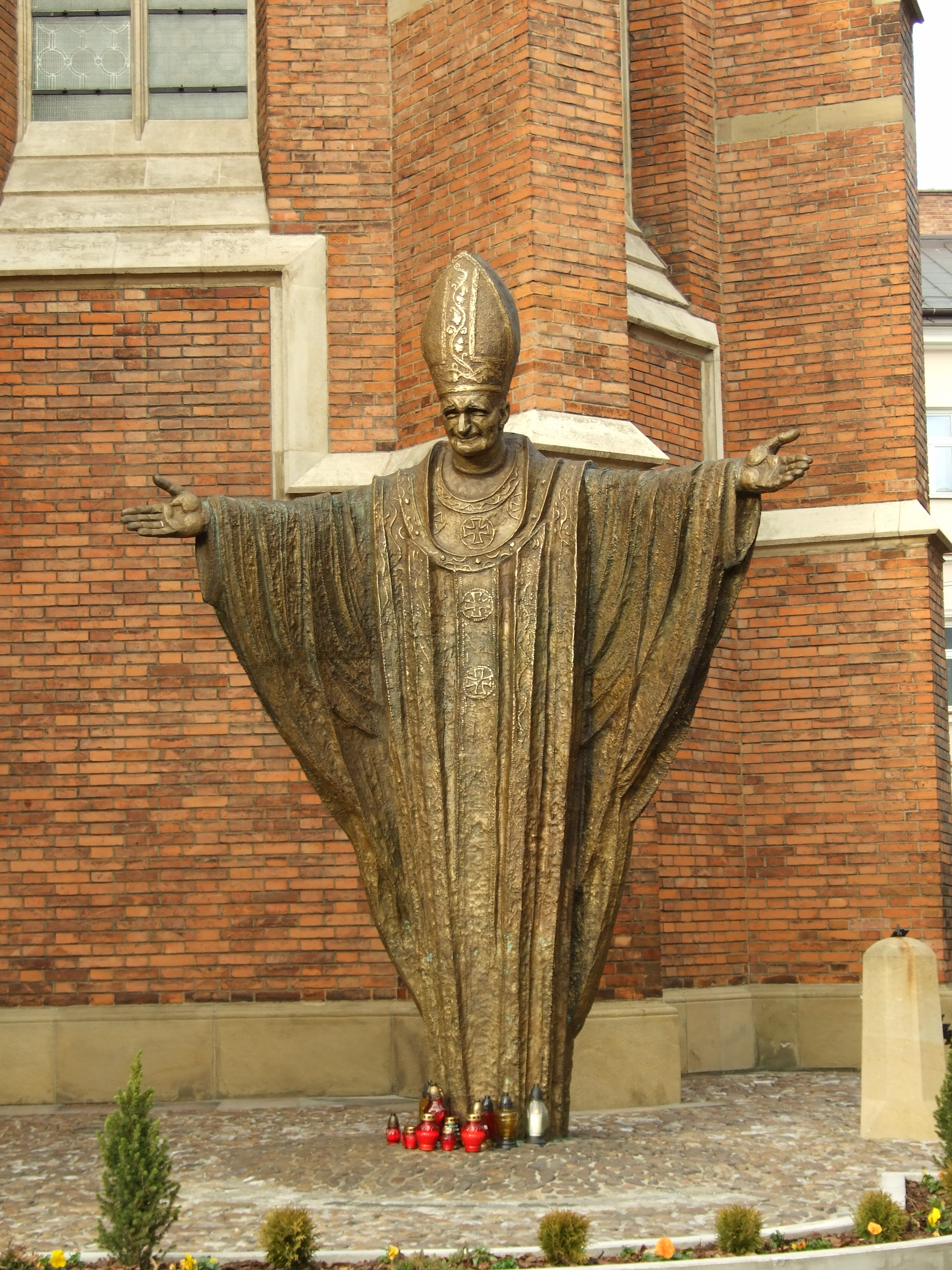
Пам'ятник Івану Павлу ІІ у Тарнуві
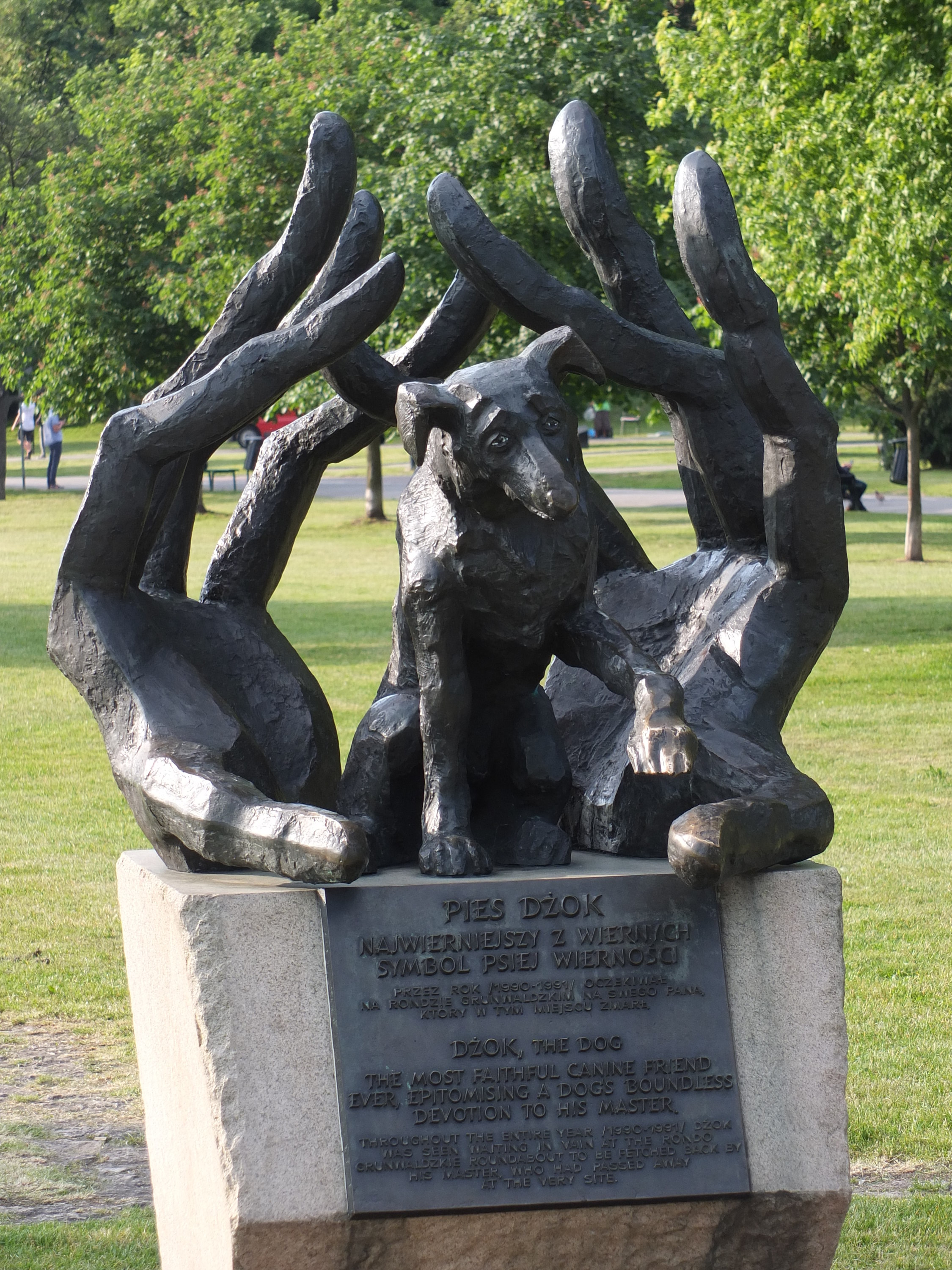
Пам'ятник собаці Джоку
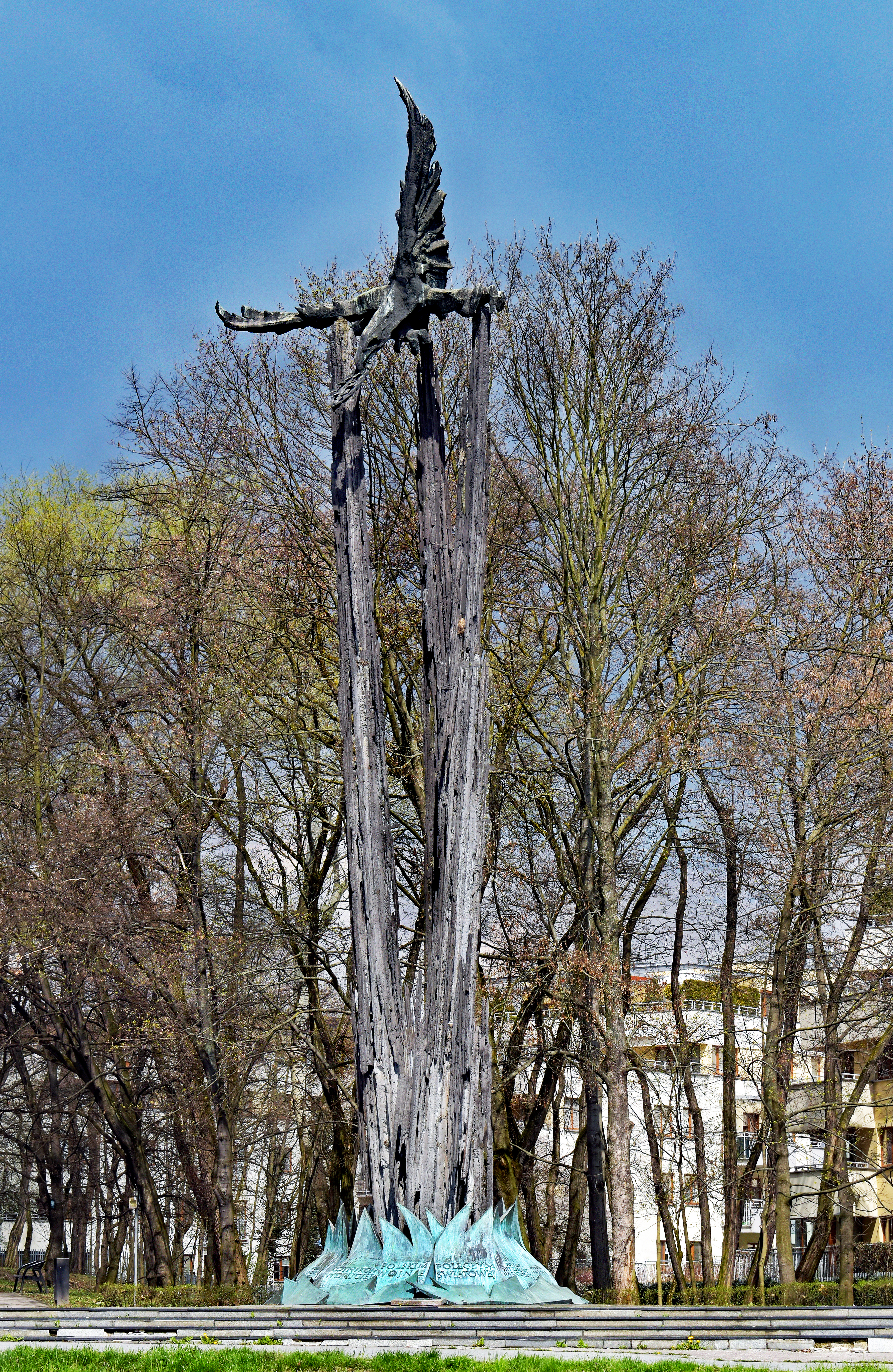
Пам'ятник польським авіаторам, полеглим на всіх фронтах Другої світової війни, м. Краків, Парк Авіаторів Іоанна Павла ІІ
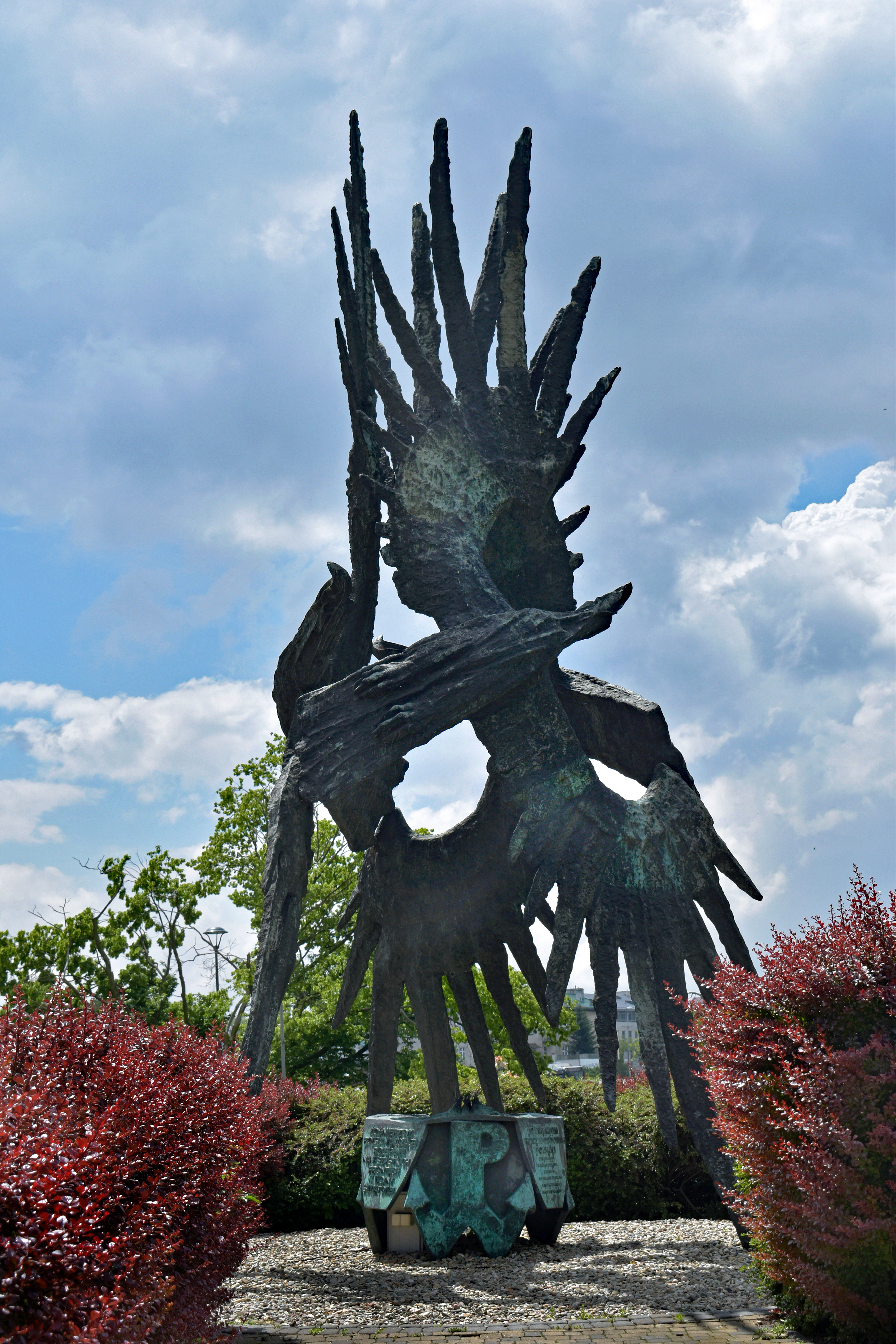
Пам'ятник польським воякам, які воювали на всіх фронтах Другої світової війни, Краків вул.Повішле
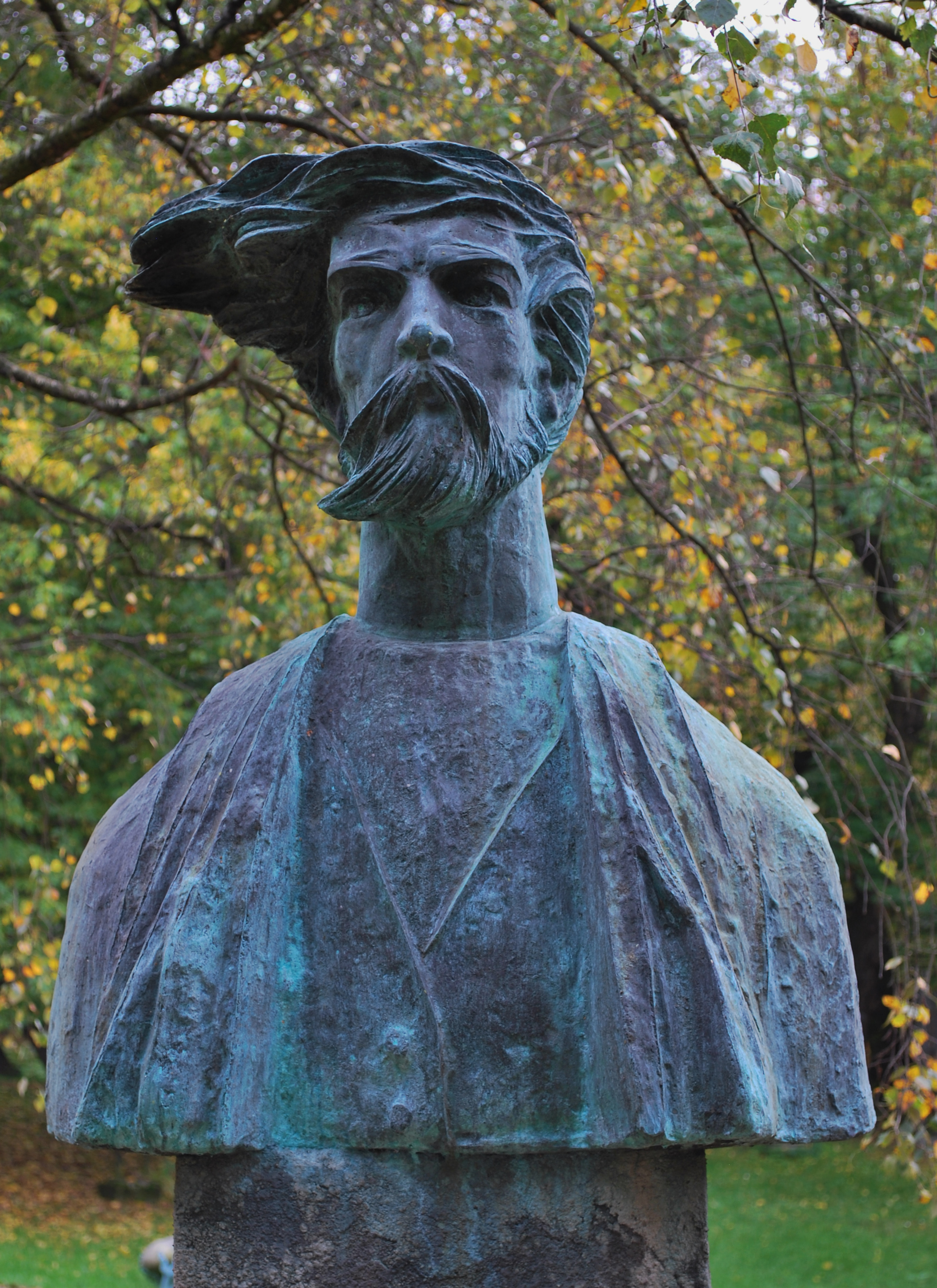
Бюст Станіслава Виспянського, Краківський парк "Деція"
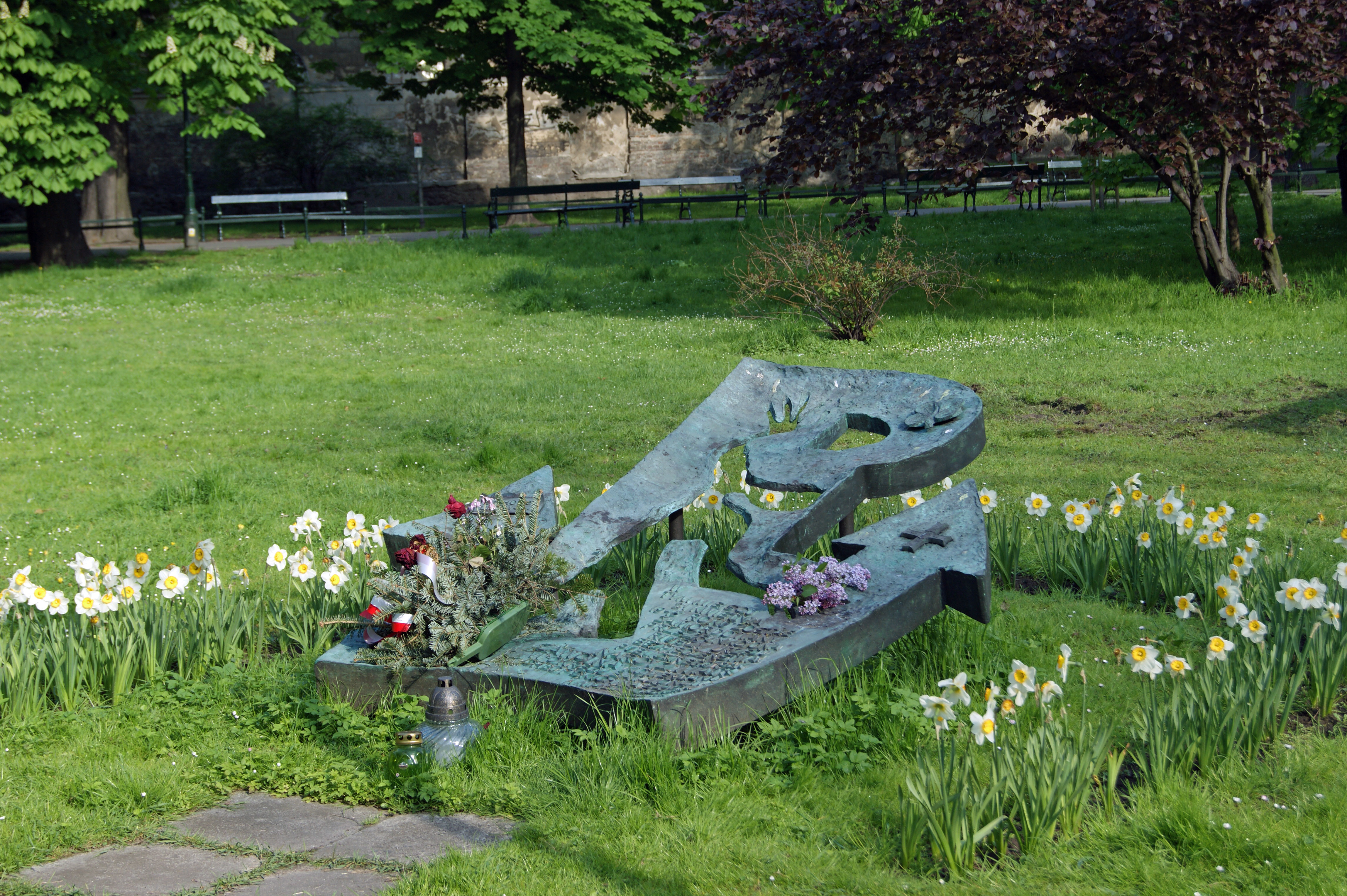
Пам'ятник Нарцису Вітру, Краківські планти